# Historia del servicio eléctrico del Gran Buenos Aires

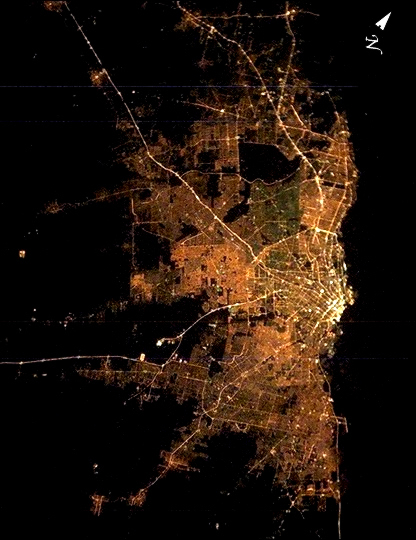
El Gran Buenos Aires es el área de mayor consumo eléctrico de la Argentina, con aproximadamente 15 millones de habitantes que representan aproximadamente un 30% de la población total, y la mayor concentración industrial y económica del país.

La historia del servicio eléctrico del Gran Buenos Aires es la historia de las empresas que han prestado ese servicio a la Ciudad de Buenos Aires y el área urbana que la rodea. Desde que se instalaron los primeros generadores de electricidad a fines del siglo XIX, la generación, transmisión y distribución de electricidad en el área de Buenos Aires fue realizada por distintas empresas y a través de distintas modalidades.
El Gran Buenos Aires no solo constituye la mayor agrupación de personas de Argentina, con casi 13 millones de habitantes que representan aproximadamente un 30% de la población total, sino también la mayor concentración industrial y económica del país.
A partir de 1907 se impuso un sistema de concesiones controladas por monopolios privados extranjeros, que se caracterizó por la ineficiencia y la corrupción. Las empresas monopólicas concesionarias fueron CATE (Compañía Alemana Transatlántica de Electricidad), CIAE (Compañía Ítalo Argentina de Electricidad), CHADE (Compañía Hispano Argentina de Electricidad) y CADE (Compañía Argentina de Electricidad). Entre 1958 y 1991 actuó también la empresa estatal SEGBA (Servicios Eléctricos del Gran Buenos Aires). CATE-CHADE-CADE fueron nombres sucesivos que adoptó la misma empresa, al cambiar la composición del capital.
El sector eléctrico argentino fue completamente rediseñado en la década de 1990, siguiendo los principios de privatización y desregulación de los servicios públicos que estuvieron en boga en esa época. Hasta ese momento el sector eléctrico argentino había operado con un diseño de integración vertical en empresas tanto públicas, como privadas y cooperativas. El nuevo régimen dividió el sistema en tres subsectores horizontales independientes: generación, transporte y distribución. Mientras el subsector de generación funciona bajo condiciones de libre competencia, los subsectores de transporte y distribución fueron organizados como servicios públicos que deben ser prestados por empresas privadas monopólicas.
En Gran Buenos Aires la distribución quedó a cargo de tres empresas monopólicas privadas (EDESUR, EDENOR y EDELAP), que han generado insatisfacción en la población. La generación de la electricidad la realizan unas 55 empresas, en su mayoría privadas, interconectadas desde 2006 a través del Sistema Argentino de Interconexión (SADI). El transporte de la electricidad se realiza mediante dos subsistemas, el Sistema de Transporte de Energía Eléctrica de Alta Tensión (STAT), monopolizado por la empresa privada Pampa Energía y el Sistema Troncal (ST), dividido en cinco troncos regionales, cada uno de ellos monopolizado por una empresa; el transporte troncal para Buenos Aires y AMBA, corresponde a la empresa Transba.
El sistema se ha cartelizado progresivamente y hacia la segunda década del siglo XXI, tres grupos económicos controlan la mitad de la demanda y de los usuarios. Los tres principales grupos empresarios del sector son Pampa Energía, conducido por Marcelo Mindlin, el Grupo Pagano, conducido por Rogelio Pagano un exempleado de Marcelo Mindlin, que en pocos años se volvió multimillonario como representante de una serie de empresas offshore cuyos principales accionistas se desconocen, y el Grupo Sadesa, dirigido por Nicolás Caputo, controlante minoritario de Edesur. El grupo económico del presidente Mauricio Macri (mandato 2015-2019) y su familia, ingresó durante su mandato al negocio eléctrico y ha sido denunciado por beneficiar ilegalmente a las empresas del sector.

## Antecedentes

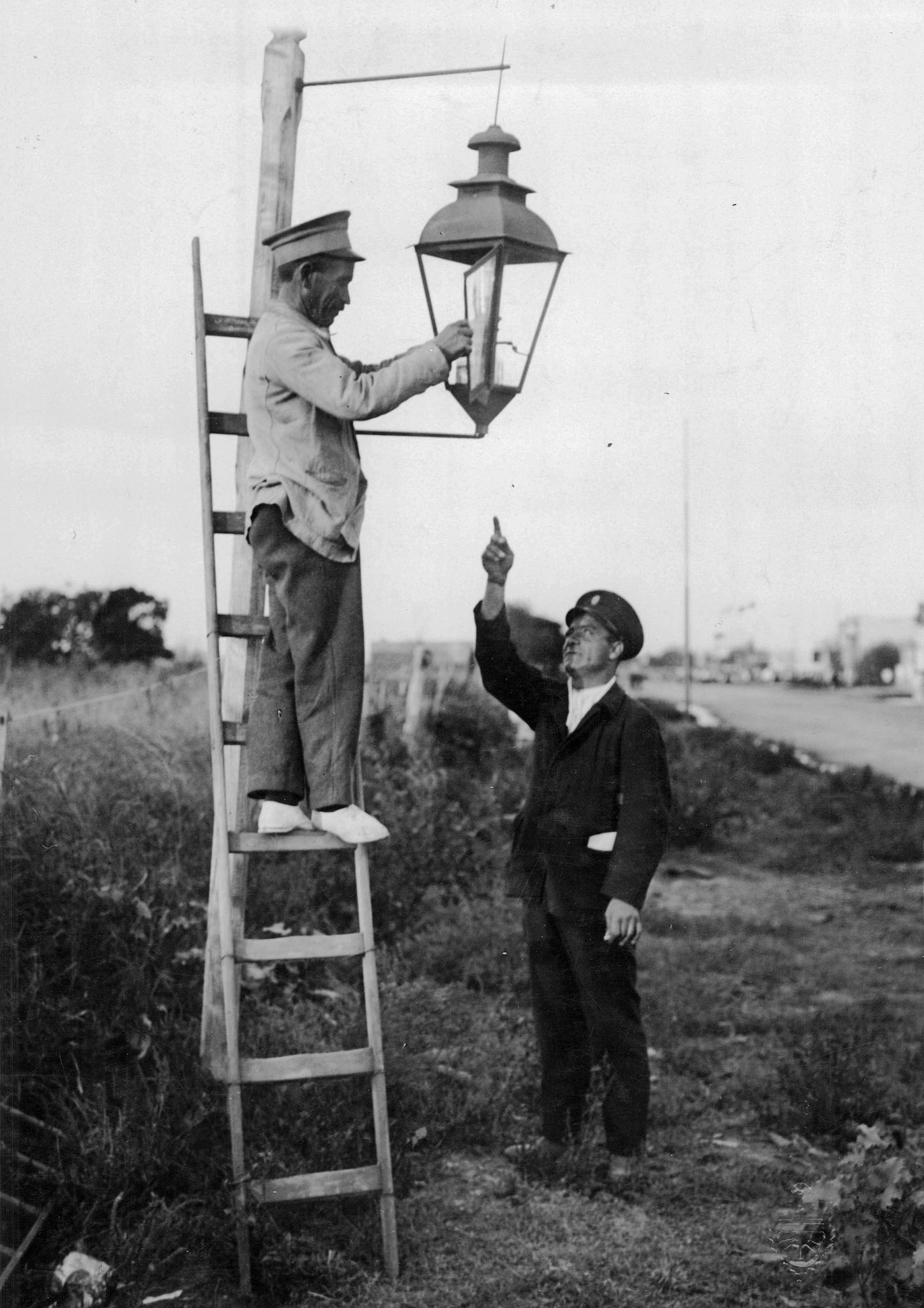
Momento en que es apagado el último farol (no eléctrico) en la ciudad de Buenos Aires: esquina de Avenida del Trabajo y Escalada, 19 de marzo de 1931.

La Ciudad de Buenos Aires venía iluminando sus calles y plazas desde el siglo XVIII, utilizando inicialmente velas, aceites y kerosene. En 1850 comenzó a instalarse alumbrado de gas de carbón, destacándose en el servicio la Compañía Primitiva de Gas, de capitales ingleses. Durante aproximadamente un siglo Buenos Aires tuvo un extenso servicio de alumbrado público generado por aceite, kerosén y gas de carbón, que contribuyó a demorar la transición hacia un sistema eléctrico.
Con el invento de la lámpara incandescente -patentada en 1880 por Thomas Alva Edison- y el sistema trifásico -patentado por John Hopkinson en 1882-, la electricidad comenzó a utilizarse en las ciudades para el alumbrado, el transporte público (tranvías y ferrocarriles a nivel y subterráneos) y la producción manufacturera. La electricidad constituyó el corazón de la Segunda Revolución Industrial y coincidió con un gran crecimiento demográfico y económico de la Argentina y particularmente de Buenos Aires.
En 1881 Fermín Vieyra, en representación de la empresa inglesa Stagg Brothers, le ofreció a la Municipalidad de Buenos Aires instalar el alumbrado de la ciudad con energía eléctrica, pero la propuesta fue rechazada considerando que se trataba de un paso prematuro, pues todavía no existía ninguna "gran ciudad europea" iluminada por este nuevo sistema.
En 1882 fue la empresa Brush Electric de Estados Unidos, representada por Walter Cassels, la que ofreció instalar un sistema de energía eléctrica para la ciudad de Buenos Aires, pero al año siguiente el intendente Torcuato de Alvear negó la concesión. Cassels se dirigió entonces a la ciudad de La Plata, que aceptó el proyecto y se constituyó en 1883, en la primera ciudad de América Latina alumbrada a electricidad, con la primera central eléctrica del país, utilizándola incluso para viviendas particulares y luego también la primera en tener un tranvía eléctrico.

## La empresa de Rufino Varela

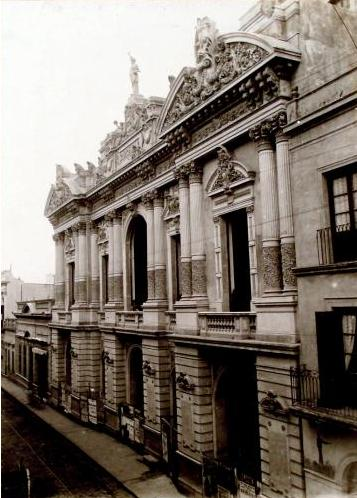
Segundo edificio del Teatro Ópera, construido en 1889. La empresa del ingeniero Rufino Varela instaló en su interior una usina eléctrica que lo transformó en la primera sala latinoamericana con luz eléctrica. Doce de las catorce salas de Buenos Aires tuvieron luz eléctrica provista por la empresa pionera de Varela.

El ingeniero argentino Rufino Varela, fue quien instaló en 1887 la primera empresa de electricidad en Buenos Aires y quien construyó la primera usina, con una potencia de 12 HP, que fue situada en pleno centro de la ciudad, sobre la calle San Martín, frente a la Catedral. La empresa de Varela proveía luz eléctrica a los hoteles, comercios céntricos y varias casas de familia.
La Municipalidad contrató también a la empresa de Rufino Varela para instalar el primer alumbrado eléctrico de la ciudad, en la calle San Martín (una cuadra), ampliado al año siguiente a la calle Florida y luego al Parque Tres de Febrero donde colocó 36 focos. Otro de los emprendimientos de Varela fue la instalación de luz eléctrica en el puerto y los diques, para permitir el trabajo nocturno, construyendo a tal efecto una usina en la zona portuaria. En 1889 la empresa de Varela iluminó el segundo edificio del Teatro Ópera y el viejo Teatro Colón, ubicado donde hoy se encuentra la casa central del Banco Nación, llegando a instalar el suministro eléctrico en doce de las catorce salas de espectáculos que tenía por entonces la ciudad.
Finalmente Rufino Varela fundaría en 1896 la Compañía General de Electricidad de la Ciudad de Buenos Aires (CGEBA), que sería la más importante de la ciudad, con su mayor usina instalada en el Paseo de Julio y Montevideo. Varela también prestaba desde 1887, junto a los hermanos Ángel y Carlos Cúneo, servicios eléctricos para las quintas ubicadas al norte de Buenos Aires, en Olivos, Martínez, San Isidro y El Tigre, utilizando un dínamo de 10 HP que los hermanos Cúneo habían instalado en su aserradero de San Fernando, con el que también daban luz a los vecinos de la zona.
La CGEBA y la usina instalada en San Fernando serían compradas en 1909 por la Compañía Argentina de Electricidad (CADE), cuando ya se había iniciado el proceso de cartelización privada del servicio eléctrico en Argentina.

## Otras empresas iniciales
En esos momentos se formaron gran cantidad de empresas barriales que instalaban usinas para prestar servicios vecinales. Algunas de esas empresas realizaron grandes inversiones, como la Sociedad de Luz Eléctrica Edison, fundada por Carlos Bright, que poseía el mayor generador de electricidad de la ciudad. En 1893 se estableció la Compañía de Luz Eléctrica y Tracción del Río de la Plata (CLETRP), de origen inglés. La CLETRP construyó la central San Juan de 1.100 kW en corriente alterna y una red subterránea de 2 x 220 v. También actuaba la empresa francesa Compagnie Generale d'Electricité de la Ville de Buenos Aires, que poseía la usina de Paseo de Julio y Montevideo.
En 1895 La Primitiva de Gas también se dedicó al servicio eléctrico, y en 1897 compraría la Sociedad de Luz Eléctrica Edison. En 1910 cambió su nombre a Primitiva Gas and Electric Lighting Company of Buenos Aires y construyó la central de la calle Cuyo.
| Empresas eléctricas en el área de Buenos Aires 1899 | Empresas eléctricas en el área de Buenos Aires 1899 | Empresas eléctricas en el área de Buenos Aires 1899 | Empresas eléctricas en el área de Buenos Aires 1899 | Empresas eléctricas en el área de Buenos Aires 1899 | Empresas eléctricas en el área de Buenos Aires 1899 |
| Empresa                                             | Usina                                               | kW                                                  |                                                     |                                                     |                                                     |
| --------------------------------------------------- | --------------------------------------------------- | --------------------------------------------------- | --------------------------------------------------- | --------------------------------------------------- | --------------------------------------------------- |
| CATE                                                | Paraguay                                            | 5250                                                |                                                     |                                                     |                                                     |
| Cia. General de Electricidad                        | Paseo de Julio                                      | 3150                                                |                                                     |                                                     |                                                     |
| La Primitiva de Gas                                 | Cuyo                                                | 1900                                                |                                                     |                                                     |                                                     |
| La Capital                                          | Humberto 1.º                                        | 1710                                                |                                                     |                                                     |                                                     |
| Río de La Plata                                     | San Juan                                            | 1000                                                |                                                     |                                                     |                                                     |
| Cía. de Electricidad de Adrogué                     | Adrogué                                             | 320                                                 |                                                     |                                                     |                                                     |
| Municipalidad de Buenos Aires                       | Belgrano                                            | 105                                                 |                                                     |                                                     |                                                     |
| Municipalidad de Buenos Aires                       | Palermo                                             | 80                                                  |                                                     |                                                     |                                                     |
| Municipalidad de Buenos Aires                       | Flores                                              | 12                                                  |                                                     |                                                     |                                                     |
| Varela & Cúneo                                      | San Fernando                                        | 250                                                 |                                                     |                                                     |                                                     |
| Estado nacional                                     | Puerto                                              | 175                                                 |                                                     |                                                     |                                                     |
| Cía. de Luz Eléctrica de Quilmes                    | Quilmes                                             | 37                                                  |                                                     |                                                     |                                                     |
| Cassels                                             | Barracas al Sud                                     | 35                                                  |                                                     |                                                     |                                                     |
| Total                                               | Total                                               | 14.024                                              |                                                     |                                                     |                                                     |
| Fuente: CATE, 1910, p. 46                           |                                                     |                                                     |                                                     |                                                     |                                                     |

De todos modos la ciudad de Buenos Aires tardó en incorporar de lleno la electricidad. La iluminación a gas o kerosén subsistió hasta bien entrado el siglo XX y las primeras grandes usinas eléctricas recién se construyeron en 1907 y 1912. El último farol (no eléctrico) estaba en la esquina de Avenida del Trabajo y Escalada y fue apagado el 19 de marzo de 1931.

## CATE

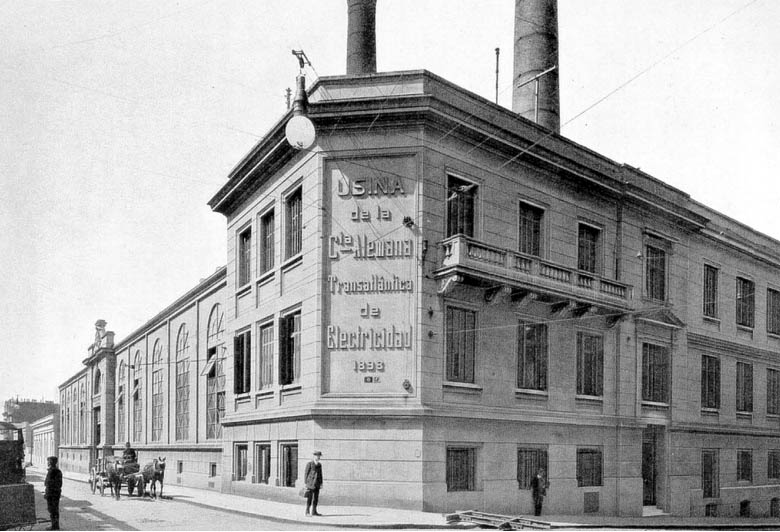
Primera central termoeléctrica de la CATE, inaugurada en julio de 1899 y ubicada en Paraguay y Reconquista.

El origen de la CATE se remonta al origen del enorme trust eléctrico alemán, la compañía AEG (Allgemeine Elektricitäts-Gesellschaft, que en español significa Compañía Alemana de Electricidad), fundada en 1883 en Berlín, por Emil Rathenau. En 1895 la AEG apuntó a extender sus negocios hacia el otro lado del Atlántico, eligiendo Argentina como punto de partida. A tal fin creó en Alemania una empresa que agregó a su nombre la palabra "Transatlántica", Deutsch Ueberseeische Elektricitäts-Gesellschaft, que fue inscripta en Argentina en 1898 con el nombre de Compañía Alemana Transatlántica de Electricidad (CATE).
En 1899 la Municipalidad de Buenos Aires otorgó a la CATE un permiso provisorio para generar y distribuir electricidad con una potencia de 4.800 kW mediante una red trifilar de 2 x 220 v en corriente continua. Simultáneamente la CATE inició la construcción de su primera central, instalada en las calles Paraguay y Reconquista (ver foto), con una potencia de 7000 caballos de fuerza (HP).
Cuando la CATE inició sus operaciones en 1899, el servicio eléctrico en la ciudad era prestado por varias empresas en condiciones reales de competencia, permitiendo que los usuarios optaran por aquella que prestaba el mejor servicio. En un libro publicado por la CATE para el Centenario, se relata las dificultades que la competencia causó a la CATE en esos primeros años:

La demora que por varias razones ajenas a la voluntad de la Compañía Alemana Transatlántica de Electricidad sufrió el funcionamiento de su usina en la calle Paraguay, y la consiguiente impaciencia de los que, teniendo ya listas para funcionar sus instalaciones de alumbrado eléctrico, necesitaban con urgencia luz en sus locales, fueron, como es muy natural, aprovechadas por las demás empresas competidoras. Muchos de los más importantes suscriptores de la Compañía Alemana Transatlántica de Electricidad que, hartos de esperar y bajo la presión continua que la competencia ejercía sobre ellos, decidiéronse pues a rescindir sus contratos con nuestra compañía para poder conectar a las redes de las empresas rivales sus instalaciones ya concluidas.
CATE, 1910

En los años siguientes la CATE fue eliminando la competencia, comprando las demás empresas y usinas existentes por entonces en Buenos Aires, y daría también inicio a la práctica delictiva de cartelizar el servicio eléctrico en Argentina.

## Modelo estatal de Montevideo
Por la misma época la ciudad de Montevideo, capital de Uruguay, había adoptado un sistema bajo gestión estatal para la generación y provisión de electricidad. La estatización se produjo inicialmente debido al deficiente servicio y el fracaso comercial de la “Sociedad Anónima de Alumbrado a Luz Eléctrica La Uruguaya”, que tenía hipotecada su usina en el Banco Nacional. La Municipalidad de Montevideo se hizo cargo inicialmente del servicio, hasta que en 1896 pasó a la órbita del Estado nacional. Por Ley del 27 de septiembre de 1906 el Congreso creó un ente autárquico estatal denominado Usina Eléctrica de Montevideo. Finalmente, bajo la presidencia de José Batlle y Ordóñez se creó la Administración Nacional de Usinas y Trasmisiones Eléctricas (UTE), existente hasta la actualidad.
El modelo estatal uruguayo para la producción de electricidad, fue uno de los primeros del mundo en concebir la noción de "servicio público" y le permitió realizar inversiones de largo plazo en energías renovables, que le permitió consagrarse como uno de los más exitosos del mundo.

## Proyecto de municipalización de Casares y Newbery
En 1903 el intendente Alberto Casares impulsó un proyecto de estatización del servicio eléctrico impulsado por su director de Alumbrado, ingeniero Jorge Newbery, tomando el modelo de explotación que había adoptado Montevideo. Newbery, quien fue un pionero de la aviación argentina y el primer ídolo del deporte nacional, había sido alumno de Edison en Estados Unidos y había elaborado un trabajo de ochenta páginas titulado Consideraciones generales sobre la municipalización de los servicios de alumbrado, que sería incluido en los Anales de la Sociedad Científica Argentina.
La Municipalidad de Buenos Aires poseía desde principios de siglo la Usina Eléctrica Municipal, ubicada en las calles Buchardo y Cuyo (actual Sarmiento). Casares y Newbery presentaron dos proyectos, que fueron sucesivamente rechazados por el Consejo Deliberante, que fue objeto de presiones y actos de corrupción por parte de la empresa CATE.
En la gestión anterior el intendente Bullrich había designado a un funcionario de la CATE al frente de la Dirección de Alumbrado, que ahora ocupaba Jorge Newbery. Durante su gestión no se realizaron inversiones, a la vez que la usina fue saboteada. Las presiones y obstáculos provenientes del sector privado quedaron reflejadas en el mensaje que Casares envió al Concejo Deliberante al presentar el segundo proyecto:

El nuevo fracaso sufrido al tratarse de solucionar este asunto, por medios destituidos de toda idea coercitiva, confirma una vez más lo sostenido en diversas oportunidades por el D.E. (Departamento Ejecutivo), esto es, lo imposibilidad completa que existe de arribar a acuerdos justicieros con las empresas establecidas, siempre que se trate de rozar, en lo más mínimo puntos que atañen a sus intereses, inconveniente que nace, sin duda alguna, en la perfecta seguridad que poseen de que, de hecho, están perfectamente garantizados.
Intendente Alberto Casares

Cuatro años después el intendente Carlos T. de Alvear le concedió el servicio eléctrico de la ciudad de la CATE, en una sesión que causó escándalo en los periódicos de la época.

## Primer pacto monopólico y corrupción
En 1903 la CATE firmó un acuerdo con las compañías inglesas distribuyéndose el mercado, quedando el monopolio de la provisión de energía eléctrica en poder exclusivo de los alemanes y la red tranviaria en poder exclusivo de los ingleses. Se iniciaba así un proceso de trustificación que afectaría a toda la economía argentina y se consolidaría durante la Primera Guerra Mundial.
En 1905, CATE poseía instalados 25.000 kW de potencia con tecnología alemana. Dos años después, sorpresivamente, la compañía adquirió una licencia definitiva por parte de la Municipalidad de Buenos Aires para la prestación del servicio público de electricidad por el término de 50 años (con vencimiento el último día de 1957), que luego se extendió a los principales partidos de la Provincia de Buenos Aires.
La gran extensión del plazo ha sido asociada a la corrupción y despertó sospechas entre los periodistas de la época. El diario conservador La Prensa publicó el 4 de diciembre de 1907 un artículo crítico titulado "Una sorpresa" en el que critica la concesión por "esclavizar a la Municipalidad a una empresa extranjera":

Ayer una comisión municipal, con una urgencia injustificada e impertinente, trató sobre tablas, el contrato con la empresa de alumbrado eléctrico... Establece obligaciones que abrumarán mañana al vecindario; descuida previsiones que serían garantías ciertas de mejoramiento y de conquistas económicas y administrativas; esclaviza a la Municipalidad de Buenos Aires a una empresa extranjera durante cincuenta años.

Las altas tarifas y la extraordinaria longitud del plazo de concesión fueron justificados con lo que se llamó la "cláusula de reversión", que establecía que los edificios, terrenos, maquinarias, red de cables, cajas de distribución, conexiones, estaciones secundarias y de transformación pasarían automáticamente al patrimonio de la Municipalidad de Buenos Aires sin cargo al término del contrato, igual que todas las ampliaciones y extensiones. Se establecía además un fondo de previsión o renovación, una suerte de garantía pagada por las tarifas que aseguraba que al terminar la concesión todas las instalaciones pasarían al Estado en perfecto estado de conservación.
En los hechos, sin embargo, la "clausula de reversión" no se cumpliría y el plazo de concesión sería ampliado aún más, debido a que las empresas eléctricas concesionarias sobornarían a los funcionarios, causando graves perjuicios económicos a la población de la ciudad.
En 1910 la CATE inaugura la Central Dock Sud, con una capacidad de 67.000 kW, siendo por entonces la mayor planta de generación eléctrica de América Latina. Poco después de constituirse en la empresa que había logrado monopolizar el servicio eléctrico en Buenos Aires, como resultado del pacto monopólico de 1903 con las empresas inglesas, la CATE tuvo que enfrentarse a un nuevo competidor: la Compañía Ítalo Argentina de Electricidad.

## La Ítalo (CIAE)

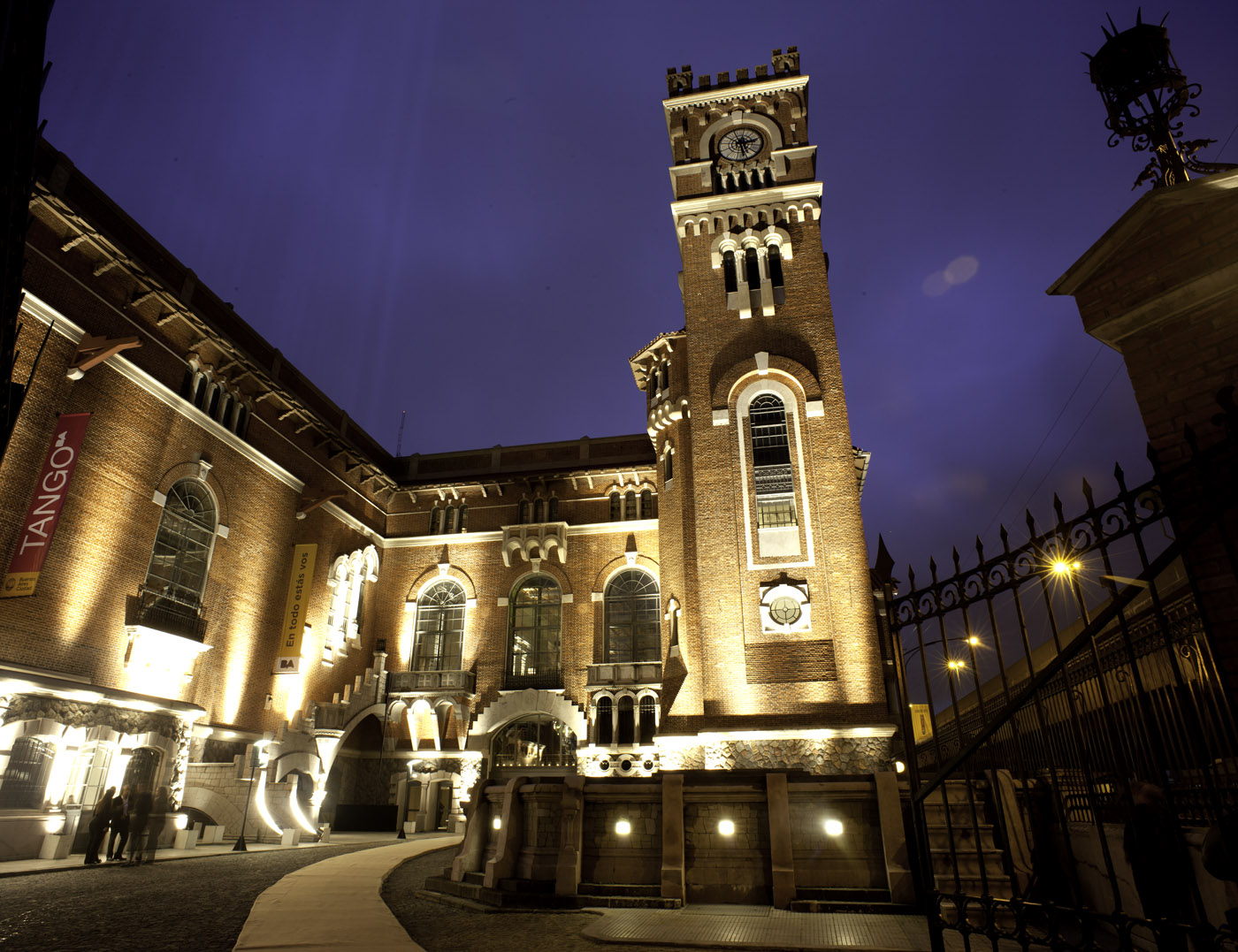
Usina Don Pedro de Mendoza, en el barrio de La Boca, que perteneció a la Ítalo. Hoy funciona como centro cultural estatal. El periodista Jorge Devincenzi la definió como "un monumento al óxido y a la infamia".

En 1911 se fundó la Compañía Ítalo Argentina de Electricidad. La palabra "Ítalo" en el nombre de la empresa tuvo fines exclusivamente comerciales, destinados a atraer a la gran masa de población italiana que estaba inmigrando a la Argentina. La empresa, no era italiana sino suiza, fundada con capitales de la Franco Tosi, la Pirelli y la Brown Boveri, perteneciente al holding Motor Columbus, con sede en Baden.
Al año siguiente, la Municipalidad de Buenos Aires le otorga una concesión por cincuenta años, que debía finalizar el 31 de diciembre de 1962. La Ítalo comienza entonces a producir y distribuir energía eléctrica en las zonas Centro y Sur de la Ciudad de Buenos Aires para el servicio de alumbrado público y privado, fuerza, tracción y demás aplicaciones. Los servicios eléctricos de la CIAE más tarde se extenderían a varios partidos aledaños.

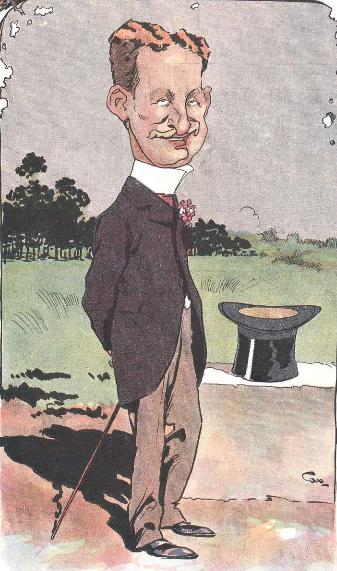
El intendente Joaquín S. de Anchorena entregó una sospechada concesión a la Ítalo y al cesar en su cargo pasó a formar parte de su directorio.

La concesión reiteró los beneficios abusivos (tarifas excesivamente altas y plazo de concesión extremadamente largo) que habían sido otorgados a la CATE, pero el intendente conservador Joaquín S. de Anchorena y el secretario de Obras Públicas Atanasio Iturbe, justificaron la decisión con el argumento de que la existencia de dos empresas generaría competencia y reducción de tarifas. Sin embargo eso no sucedió porque ambas empresas ya se habían puesto de acuerdo para no competir, repartiéndose las diversas zonas de la ciudad, creando de este modo dos monopolios, agravando la situación creada por el pacto de 1903, distribuyéndose la electricidad y el subterráneo, entre los capitales ingleses y alemanes. Al dejar sus cargos en la Municipalidad, ambos funcionarios entraron a formar parte del directorio de la Ítalo.
A diferencia de CATE, esta compañía comenzó con plantas pequeñas de provisión de electricidad para el consumo familiar. El destinatario era el gran grupo inmigratorio de origen italiano asentado en Buenos Aires. [cita requerida] En 1914 inauguró sus servicios desde un edificio ubicado en la calle José Andrés Pacheco de Melo, entre Coronel Díaz y Billinghurst. Se sumaron un grupo de usinas y subusinas de transformación, locales de carácter utilitario que ofrecían a la ciudad la peculiaridad de una arquitectura identificatoria de la empresa. En 1916 inauguró la Usina Pedro de Mendoza en La Boca.

## CHADE. Proceso de trustificación

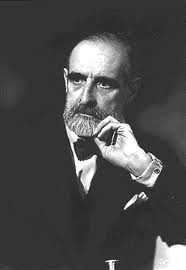
El político catalanista y conservador Francisco Cambó fue el presidente de la CHADE. Impuso una gestión empresarial que promovió sistemáticamente la corrupción política.

La Primera Guerra Mundial (1914-1918) fortaleció las estructuras monopólicas de la economía argentina, entre ellas la del sector de la electricidad. La gravedad de la situación llegó a motivar a la Cámara de Diputados para crear una Comisión de Investigación de los Trusts, que puso en evidencia el bajo nivel de competencia e innovación existente en los mercados argentinos, principalmente en perjuicio de las pequeñas y medianas empresas. El estudio mostró también que el Estado argentino era demasiado pequeño para controlar a las grandes empresas de capital europeo o estadounidense, que ya estaban adquiriendo la dimensión de empresas multinacionales.
La derrota de Alemania en la guerra, también llevó a ese país a una seria crisis económica y política, que complicó la situación financiera de CATE debido a las dificultades para obtener capitales adicionales para realizar inversiones que pudieran atender la demanda creciente. La empresa fue vendida entonces en 1921 a la Compañía Hispano Argentina de Electricidad (CHADE), con sede central en Madrid y Barcelona. La CHADE en realidad no era de capitales españoles, que tenían solo una parte minoritaria del capital de alrededor del 20% y estaban representados por el presidente de la empresa, Francisco Cambó, un político español catalanista y conservador. Pertenecía a Sofina, un poderoso holding mundial de capitales europeos con sede en Bélgica, cuyo presidente era el empresario Daniel Heineman, vicepresidente también de la CHADE. Sofina a su vez era propietaria de la Compañía de Tranvías Anglo Argentina, que monopolizaba el extenso servicio de tranvías y trenes subterráneos de la ciudad.
Bajo la gestión de Cambó la CHADE y luego su sucesora la CADE, llevó adelante una política sistemática de corrupción, tanto en la Argentina, como en Chile y Uruguay, llegando a sobornar al presidente radical Marcelo T. de Alvear (1922-1928) y al presidente conservador Agustín P. Justo (1932-1938). Su biógrafo Borja de Riquer i Permanyer dice al respecto:

La propia CHADE, durante los años en que fue presidida por él (Francisco Cambó), recurrió constantemente al soborno de políticos argentinos, uruguayos y chilenos para defender sus grandes intereses económicos. Fueron especialmente escandalosas las relaciones de la CHADE con el partido Radical argentino, con el presidente Marcelo T. Alvear, así como con el intendente de Buenos Aires, Mariano de Vedia y Mitre y, más tarde, con el presidente Agustín P. Justo.

En 1913 se inauguró el ferrocarril subterráneo de Buenos Aires y en 1916 se electrificó la primera línea ferroviaria suburbana de la ciudad, del Ferrocarril Central Argentino. Con ambas obras la demanda de electricidad proveniente del transporte se elevó de 15.300 kW en 1900 a 258.000 kW en 1920, constituyéndose en la principal demandante de energía. Otro tanto sucedió con el uso de motores eléctricos en la industria local, que en 1927 superó en consumo al alumbrado público.
Hacia fines de la década de 1920 los trusts mundiales Sofina (europeo) y Ebasco (estadounidense) llegaron a un acuerdo monopólico para repartirse el mercado eléctrico argentino de modo tal que a Sofina le quedara toda el área de influencia de Buenos Aires (que a su vez se había repartido con la Ítalo), mientras que a la Ebasco le quedaba el resto del país. La trustificación del mercado eléctrico argentino postergaría por décadas la electrificación del campo y promovería un uso desproporcionado de los hidrocarburos al optar por el uso de centrales termoeléctricas, en lugar de construir centrales hidroeléctricas. Tres décadas después, Brasil había conformado un sistema eléctrico apoyado en un 75% en la energía hidroeléctrica, que impulsó fuertemente la industrialización a pesar de no contar con petróleo dentro de su territorio, mientras que en la Argentina ese aporte era solo del 8%, que al volverlo totalmente dependiente del petróleo, obró sistemáticamente como límite para el desarrollo industrial, cada vez que no se lograba el "autoabastecimiento" petrolero.

La CHADE, que durante décadas taponó la posibilidad de que Argentina tuviera usinas hidroeléctricas, mantenía el sistema termoeléctrico porque requería carbón. Y ese carbón se importaba de Inglaterra y se extraía de minas que también eran de SOFINA y que entraban sin pagar ningún gravamen.
Jorge Lanata

## Las "súper-usinas" de Puerto Nuevo

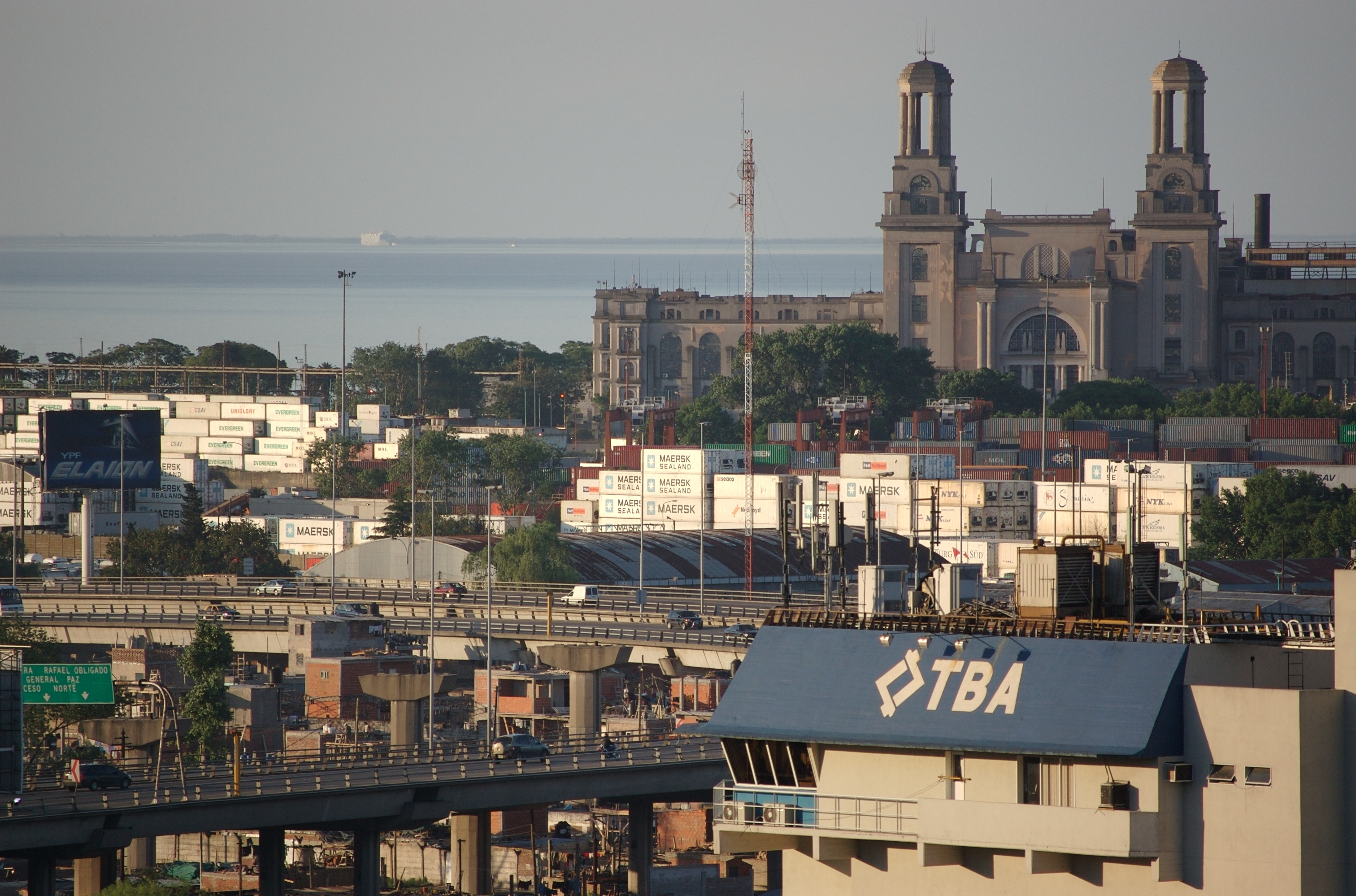
En la foto al fondo, imagen actual de la súper-usina de la Ítalo en Puerto Nuevo. La CHADE y la Ítalo promovieron la construcción de centrales térmicas y bloquearon la construcción de centrales hidroeléctricas.

En 1927 y 1932 la CHADE y la Ítalo inauguraron dos grandes usinas termoeléctricas en terrenos ganados al Río de la Plata que conformaron el Puerto Nuevo.
La usina de la CHADE tenía una potencia total de 900.000 HP, con 12 turbinas y 42 calderas. Estaba ubicada en un terreno de 140.400 m². Con esta usina la empresa aumentó su producción de 124.190 kW de energía producida en 1914 por la CATE, a 241.000 kW, en 1927. Pese a ello, la inversión resultó menor que la necesaria para atender la demanda de sus clientes.
La Ítalo por su parte construyó otra usina en la misma zona, que inauguró en 1932. La planta llevó la producción eléctrica de la Ítalo a 350.000 kW, que tampoco cubrieron la demanda de la ciudad.
La razón de que las dos "super-usinas" hubieran sido instaladas en Puerto Nuevo se debió al hecho crucial, desde el punto de vista técnico-económico, de la ubicación en un lugar donde el carbón pudiera ser descargado directamente desde los barcos que lo traían de Inglaterra. Por ese motivo la Municipalidad entregó gratuitamente a las empresas esos terrenos, que habían sido ganados al río, en el entendimiento de que la reducción de costos operativos se traduciría en una reducción equivalente de las elevadas tarifas. Pese a ello ni la CHADE, ni la Ítalo, rebajaron las tarifas.
En la década de 1920 las dos empresas eléctricas de la Ciudad de Buenos Aires, pero con claro predominio de la CHADE, extendieron su dominio hacia lo que luego se llamaría el conurbano bonaerense, comprando las empresas eléctrica comunales. La memoria que el presidente Francisco Cambó presentó a los accionistas el 28 de mayo de 1930, en plena crisis mundial, describe la situación floreciente de la CHADE, gracias a la expansión territorial:

A pesar de las dificultades financieras con que se ha desarrollado la vida económica mundial durante el año 1929, los negocios en los que participa nuestra compañía han continuado igualmente en progreso normal. Las sociedades en que participamos no solamente han podido mantener el dividendo de años anteriores, sino que en algunas de ellas se han elevado considerablemente... Ello permite al consejo, sin abandonar su tradicional política de prudencia, proponer el pago de un dividendo de 17% oro, libre de impuestos españoles, contra 15% oro en el ejercicio anterior.
Memoria 1929, página 4366

## El escándalo de la CHADE

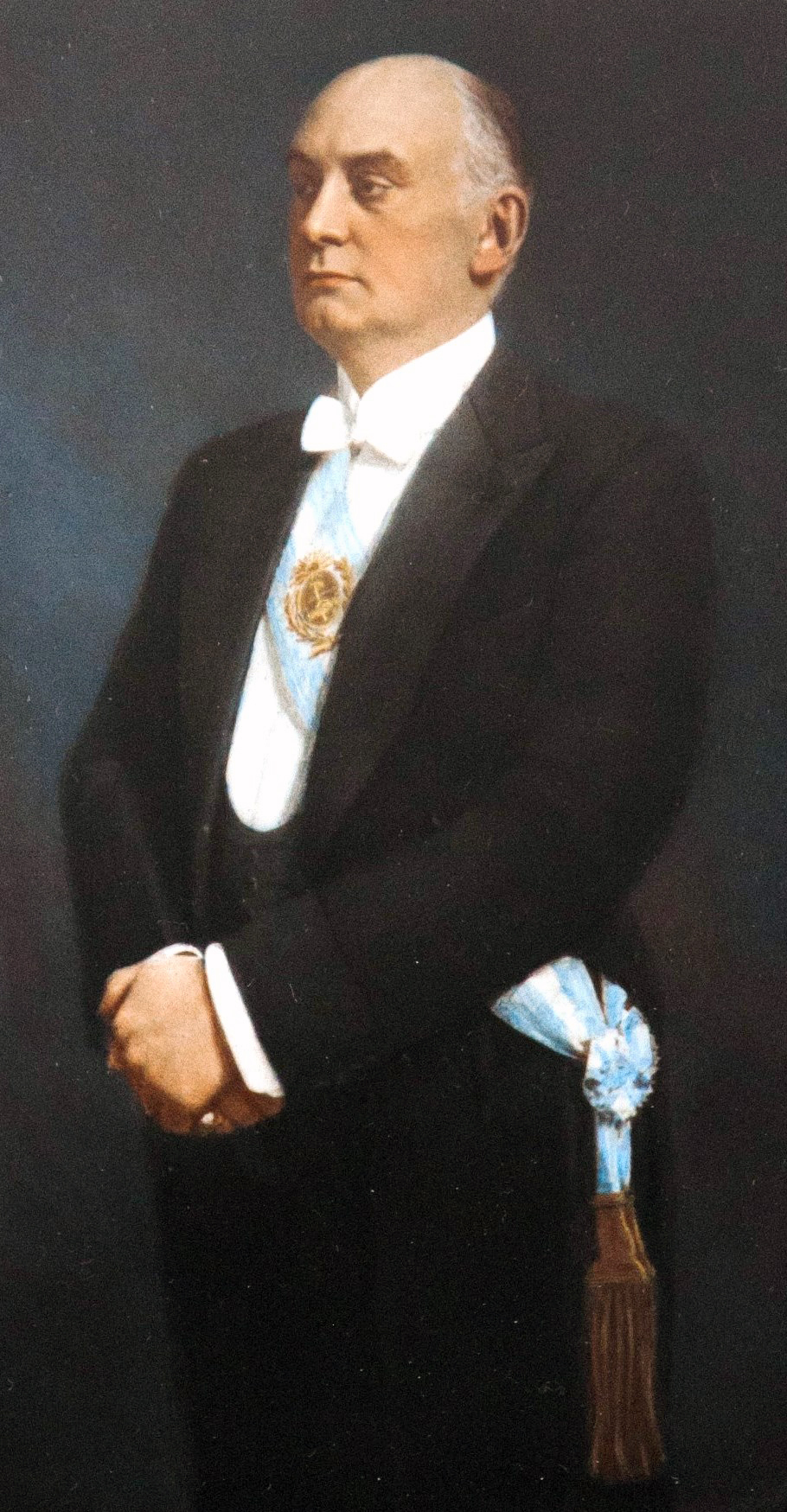
El escándalo de la CHADE reveló que el expresidente radical Marcelo T. de Alvear fue uno de los funcionarios sobornados.

El 6 de septiembre de 1930 fue derrocado por un golpe cívico-militar el gobierno presidido por el presidente Hipólito Yrigoyen, quien en su primer mandato iniciado en 1916 se había convertido en el primer presidente democrático de la historia argentina. El poder pasó a estar controlado por una alianza de radicales antiyrigoyenistas (antipersonalistas), conservadores y socialistas llamada La Concordancia, que luego de una etapa dictatorial, tomó el poder mediante un régimen fraudulento conocido como "la Década Infame". Las empresas eléctricas tuvieron una fuerte influencia sobre el gobierno durante la Década Infame, mediante sobornos sistemáticos, o a través de la presencia de políticos que habían sido o serían directivos de las mismas, como el ministro de Hacienda Alberto Hueyo, que fue presidente de la CADE -sucesora de la CHADE-, o tenían conflictos de intereses, como fue el caso del también ministro de Hacienda Federico Pinedo, que se había desempeñado como abogado de la CHADE.
En 1932 la CHADE debió enfrentar los reclamos de la Junta de Sociedades de Fomento Pro Rebaja de Tarifas de Electricidad, presidida por Jorge Del Río, que puso en evidencia un escandaloso patrón de irregularidades en perjuicio de los usuarios, que incluía la elevación fraudulenta de las tarifas.
La denuncia ganó la primera plana, cuando ese mismo año el Concejo Deliberante abrió una investigación que concluyó con la elaboración de tres proyectos de ordenanzas, sancionando severamente a la CHADE y la CIAE, controlando las tarifas, verificando los costos de producción y mandando a investigar las cobranzas indebidas. Al año siguiente el Concejo Deliberante volvió sobre sus pasos y designó una "Comisión de Conciliación", integrada por los decanos de las facultades de Derecho, Ciencias Económicas e Ingeniería de la Universidad de Buenos Aires, que emitió un dictamen abiertamente favorable a las empresas concesionarias. El escándalo llegó a un punto tal que obligó al intendente Mariano de Vedia y Mitre a vetar la ordenanza, poniendo al descubierto las graves irregularidades que contenía, la violación a los términos de las concesiones y las sospechas de corrupción.
El escándalo alcanzó su punto culminante en 1936 cuando el Concejo Deliberante modificó los términos de la concesión original de la CHADE-CADE y CIAE por medio de las ordenanzas N.º 8028 y 8029, con una anticipación de 25 años respecto del vencimiento del plazo original. Dichas modificaciones extendían la concesión 25 años más (desde 1957), con opción a otros 25 y dejaba sin efecto la "cláusula de reversión", que establecía que los edificios, terrenos, maquinarias, red de cables, cajas de distribución, conexiones, estaciones secundarias y de transformación pasarían automáticamente al patrimonio de la Municipalidad de Buenos Aires sin cargo al término del contrato.
Los concejales de la Unión Cívica Radical, que eran mayoría en el Concejo, habían sido sobornados con el visto bueno del expresidente Marcelo T. de Alvear. El informe dejó al descubierto los sobornos percibidos tanto por funcionarios de la Concordancia como de la Unión Cívica Radical.

## CHADE-CADE, un simple cambio de nombre

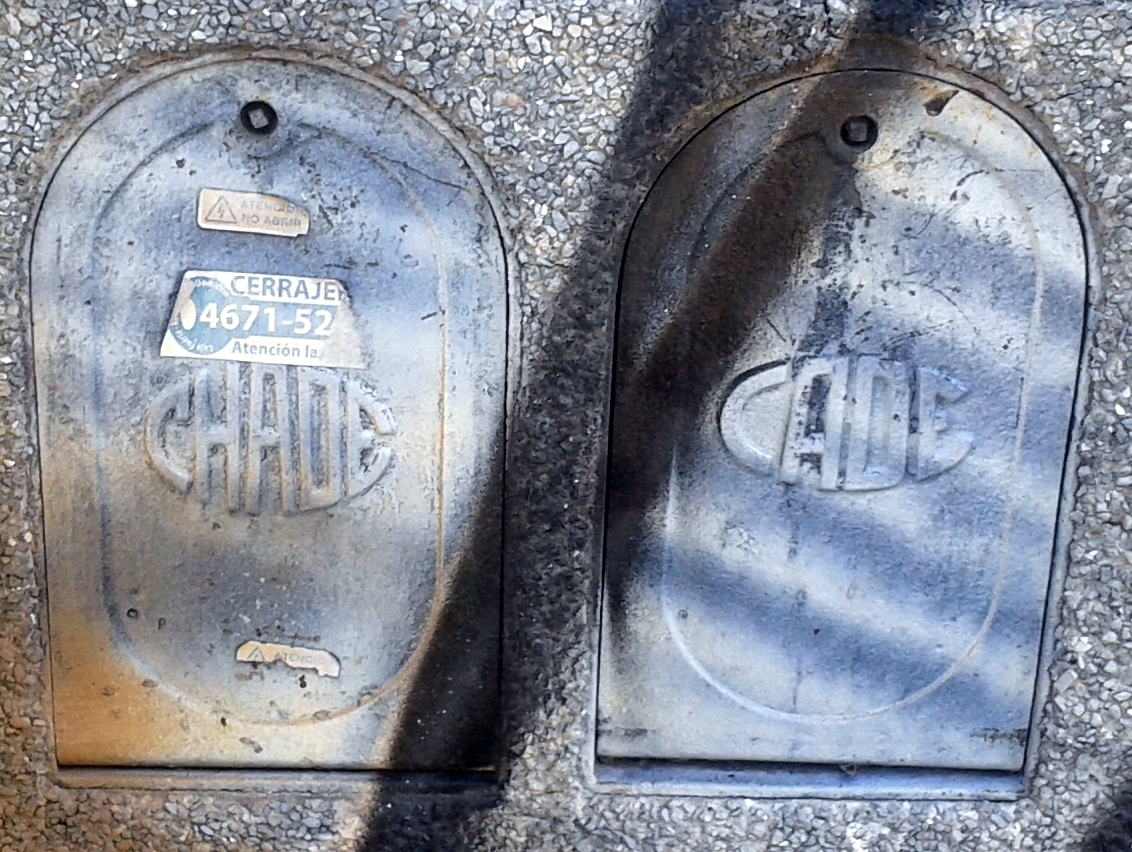
Tapas de fusibles de la CHADE y la CADE en un barrio del oeste de la Ciudad de Buenos Aires. Testigos de la amplia extensión de la empresa, miles de estas tapas sobreviven hoy en día en el Gran Buenos Aires.

En 1936, en medio del escándalo, la CHADE cambió su nombre a CADE (Compañía Argentina de Electricidad), con el fin de aparentar que la empresa había sido argentinizada.

## La investigación de Jorge Del Río
En 1942 FORJA publicó la primera investigación sobre el escándalo de las concesiones eléctricas, realizada por Jorge Del Río.
FORJA (Fuerza de Orientación Radical de la Joven Argentina), era un grupo interno de la Unión Cívica Radical que había sido creado en 1935. Entre sus principales integrantes se encontraban Arturo Jauretche, Raúl Scalabrini Ortiz, Homero Manzi, Jorge Del Río, Luis Dellepiane, Juan B. Fleitas y Gabriel del Mazo, entre otros. El grupo se caracterizó por estudiar y denunciar los mecanismos neocoloniales, bajo el lema "Somos una Argentina Colonial: queremos ser una Argentina Libre".
FORJA publicó una serie de "cuadernos" que se volvieron célebres, de investigación y denuncia sobre aspectos puntuales de la economía y la política argentinas (ferrocarriles, gas, electricidad, diplomacia, transportes, petróleo, deuda externa, etc.). En 1942 FORJA publicó el Cuaderno N.º 13 titulado El escándalo eléctrico y la investigación de la Cámara de Diputados, escrito por Jorge Del Río, con prólogo de Raúl Scalabrini Ortiz.
Del Río había presidido la organización de consumidores que en 1932 denunció las maniobras ilegales realizadas por las empresas eléctricas, dando inicio al escándalo. En 1938 publicó en el Cuaderno N.º 5 de FORJA, una investigación sobre el servicio urbano de provisión de gas, en el que sostuvo la necesidad de reservar los hidrocarburos y recurrir a la energía hidroeléctrica.
La investigación de Del Río sirvió como antecedente para la investigación que llevaría adelante la Revolución del 43, luego de derrocar al último gobierno de la Década Infame. Del Río mismo sería asesor de la Comisión Investigadora del Grupo ANSEC, que presidió por el teniente coronel Alfredo Intzaurgarat, donde fue autor del dictamen que fundamentó la caducidad de las concesiones eléctricas otorgadas a esa empresa en las ciudades de Tucumán, Paraná, Santa Fe, Córdoba, San Luis y Jujuy. Durante el gobierno peronista fue designado como primer abogado de la empresa estatal Agua y Energía Eléctrica. En 1951 redactó la sección de economía social y cooperativismo del Segundo Plan Quinquenal.
En 1936, la CHADE-CADE y la CIAE sobornaron a los funcionarios estatales y municipales de la época para extender sus concesiones 40 años más y borrar la cláusula que las obligaba a entregar maquinarias y edificios a la Ciudad.
En 1957 se revocó esa medida pero el presidente Arturo Frondizi volvió a concederles el servicio, ahora sin plazo.
La presidenta María Estela Martínez finalmente anuló la disposición de Frondizi en 1975.

## Informe Rodríguez Conde y peronismo

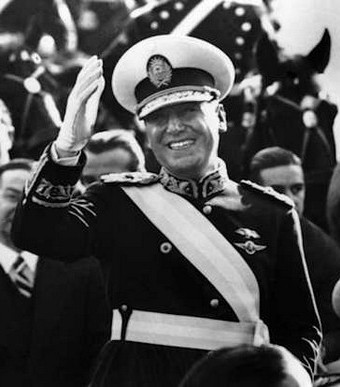
Juan Domingo Perón (1946-1955), durante sus presidencias creó la empresa estatal Agua y Energía Eléctrica y fomentó el desarrollo de usinas populares cooperativas.
En el del Sur, principalmente mejoró la red de distribución desde Río Negro hasta la ciudad de Bahía Blanca, y en el del Este, Chascomús-Dolores, también se programaron en 1951 trabajos de construcción de trece nuevas usinas, para 1952 hallaban en ejecución el tendido de 900 km de líneas de Alta Tensión. En 1954 ya estaban licitadas las primeras obras del nuevo sistema de la costa atlántica. Entre 1945 y 195t la potencia en las centrales eléctricas, aumentó un 88,5%, en el mismo lapso la facturación de la energía operada creció en el 85 % (la habilitación de las centrales de Necochea y Pehuajó, tuvieron gran incidencia al respecto).
Una de las primeras medidas tomadas por el general Pedro Pablo Ramírez fue crear el 7 de junio dos comisiones para investigar la actuación de los monopolios eléctricos en el país. Una de ellas investigó la situación de la CHADE-CADE y la CIAE en Buenos Aires y fue puesta bajo la dirección del coronel Matías Rodríguez Conde y estaba integrada también por el ingeniero Juan Sabato (hermano del escritor Ernesto Sabato y futuro miembro del grupo íntimo de Raúl Alfonsín) y el abogado Juan P. Oliver. La otra comisión investigó la situación de la ANSEC en el resto del país y fue presidida por el teniente coronel Alfredo Intzaurgarat.el Informe Rodríguez Conde recién fue dado a conocer oficialmente en 1960, cinco años después del derrocamiento de Perón, con motivo del debate de la Ley de Electricidad N.º 15.336.

Las comisiones entrevistaron a la mayor parte de los involucrados y obtuvieron documentación crucial para develar los mecanismos internos de la corrupción, como el intercambio telegráfico interno de las empresas.
La Comisión Rodríguez Conde terminó sus tareas el 27 de mayo de 1944, realizando un informe y proponiendo dos decretos para retirar la personería jurídica de la CADE (sucesora de la CHADE) y la CIAE, cancelando las concesiones y disponiendo la expropiación. Por su parte, la Comisión Intzaurgarat presentó su informe en febrero de 1945, también proponiendo cancelar las concesiones de la ANSEC.
El dictamen final de la Comisión Rodríguez Conde dice:

Tanto la CADE como su antecesora, la CHADE, resultan ser focos potentes de explotación pública y de explotación social, política y administrativa, y hasta elementos perturbadores de la función del Estado. En su afán de lucro y poderío, el gran consorcio internacional SOFINA ha pervertido la conciencia de afamados profesionales a los que el pueblo ha dispensado y/o dispensa inmerecido respeto y jerarquía, ha prostituido en su provecho a gran parte de la prensa en esta Capital, ha contribuido a la corrupción de algunos partidos políticos, ha defraudado al Estado impunemente, ha mancillado los estrados de la Justicia, paralizando juicios o haciendo dictar fallos injustos para beneficiar su nombre, intereses y situación, ha puesto a su servicio poderes y funcionarios del Estado, ha atentado, en fin hasta contra el ejercicio pleno de la soberanía.

Las concesiones de la ANSEC fueron canceladas y la empresa nacionalizada, tal como propuso la Comisión Intzaurgarat. La justicia penal por su parte declaró la prescripción de los delitos.</ref> Guillermo Gauna da una versión diferente de los hechos, diciendo que el Informe Rodríguez Conde recién fue dado a conocer oficialmente en 1960, cinco años después del derrocamiento de Perón, con motivo del debate de la Ley de Electricidad N.º 15.336.
Por decreto publicado el 2 de julio de 1946 el presidente Perón dispuso que el informe Rodríguez Conde pasara a la Dirección Nacional de Energía, la Municipalidad de Buenos Aires y a la Procuración del Tesoro para su análisis. El 9 de julio el Poder Ejecutivo (PE) dio a conocer un extenso comunicado en la que se refería a los problemas de la energía. La Cámara de Diputados pidió el 7 de julio al PE que le remitiera copia de los estudios técnicos que se hubieran realizado en materia de servicios públicos de electricidad, el 25 de agosto el PE anunció que se haría la entrega, luego el vicepresidente 2° de la Cámara informó que se había postergado el acto y el 26 de diciembre el PE informó a la Cámara que esa documentación, guardada en una “cubierta lacrada” se mandaría al iniciarse las sesiones, pero no hubo más noticias posteriores. Al ingeniero René T. Brossens, director delegado de SOFINA y vicepresidente y director general de la CHADE primero y la CADE después, entre 1936 y 1956, lo conoció Perón a mediados de 1943 y en una de las cartas que el 14 de octubre de 1945 envió a Eva Duarte cuando estaba detenido en la isla Martín García le dijo “el amigo Brosen (sic) puede serte útil en estos momentos porque ellos son hombres de recursos”. En el marco del Primer Plan Quinquenal, grandes obras de infraestructura en todo el país: se interconectan las Centrales Puerto Nuevo (CADE) y Nuevo Puerto (CIADE) con lo que se logra un sistema interconectado de generación en el ámbito de la Capital Federal y el Gran Buenos Aires. Además a través del Primer Plan Quinquenal se llevaron a cabo un conjunto de importantes obras públicas, en el área energética y las industrias pesada y minera, acompañándolos con un mejoramiento en la infraestructura, es decir en los transportes, caminos y obras hidroeléctricas, destinadas a modernizar la infraestructura del país, necesaria para el proceso de industrialización acelerado que su Gobierno desarrollista promovía.
La CADE y la CIAE, no fueron nacionalizadas durante el gobierno de Perón (1946-1955), pero sí resultó nacionalizada la ANSEC, que tenía la explotación del servicio eléctrico en la mayor parte del país. Jorge Del Río dice que, sin desmontar el poder del dúo CADE-CIAE, Perón tuvo el mérito de crear la empresa estatal Agua y Energía Eléctrica y fomentó el desarrollo de usinas populares cooperativas. El plan aprobado por Perón en materia energética, incluía asimismo la electrificación rural -abandonada por los trusts internacionales-, y la prohibición de nuevas concesiones de energía y gas, que quedarían a cargo del Estado, salvo razones excepcionales.
Durante el gobierno de Perón también se crearon la Dirección Nacional de Energía y las Centrales Eléctricas del Estado (CEDE), cuyo objetivo fue fundar y explotar numerosas centrales eléctricas en todo el territorio nacional. Asimismo la Constitución de 1949, estableció un giro rotundo en materia de política energética, dado que el artículo 40 dispuso que las fuente de energía eran propiedad inalienable de la Nación y los servicios públicos eran función irrenunciable del Estado.
El proceso se completó en 1950 con la creación de Empresas Nacionales de Energía (ENDE) que tenía a su cargo la comercialización, distribución y explotación de los combustibles y de la energía. El Estado adquiere varias compañías de electricidad del interior del país, entre ellas SUDAM, ANSEC y Suizo-Argentina, las que quedan a cargo de la Dirección General Agua y Energía Eléctrica. De esta manera el gobierno consolida un sistema energético integrado que junto a la producción de combustibles por parte de YPF se articulaban de forma estratégica. En este modelo, las empresas del Estado eran la punta de lanza de un sistema energético integrado y centralizado, en el que la producción de energía y agua se consolidaron como un "bien público" y la producción de petróleo y acero bienes estratégicos para abastecer el entramado industrial.
Perón también impulsó la diversificación energética. Creó la Comisión Nacional de Energía Atómica (CNEA), interconectó las centrales Puerto Nuevo (CADE) y Nuevo Puerto (CIAE) y construyó 41 centrales hidroeléctricas en todo el país, aumentando la potencia hidroeléctrica instalada de 45 000 kW (kilovatios) en 1943, a 350 000 kW en 1952.

## Interconexión nacional
El gobierno de Perón inició la interconexión del sistema eléctrico nacional, de modo tal que todas las ciudades y unidades consumidoras de electricidad del país fueran alimentadas por las mismas usinas y centrales. La interconexión del sistema hizo más eficiente el servicio y diferenció radicalmente los servicios de generación de energía eléctrica (centrales térmicas, hidroeléctricas, nucleares, eólicas, etc.), del servicio de distribución local de la electricidad (cableado, transformadores, etc.).
El proceso de interconexión nacional finalizaría en 2013, durante otro gobierno peronista, el presidido por Cristina Fernández de Kirchner, adoptando el nombre de Sistema Argentino de Interconexión (SADI).

## Nulidad de las ordenanzas y falta de ejecución
En 1955 tomó el poder una dictadura autodenominada Revolución Libertadora luego de derrocar al gobierno constitucional presidido por Juan D. Perón.
La dictadura derogó vía proclama militar la Constitución de 1949, que establecía que las fuentes de energía eran propiedad inalienable de la Nación y los servicios públicos eran función irrenunciable del Estado.
Los días 24 y 25 de abril de 1956, la Junta Consultiva de la dictadura, integrada por los partidos antiperonistas, aconsejó aprobar los decretos recomendados por el Informe Rodríguez Conde, cancelando las personerías jurídicas de la CADE, la CIAE y la ANSEC. El 22 de julio de 1957 una Comisión Asesora presidida por el procurador Sebastián Soler, aconsejó declarar nulos los decretos de 1936 y restablecer las concesiones de 1907 y 1912.
El 23 de julio de 1957 el dictador Pedro Eugenio Aramburu siguió este último consejo y firmó el Decreto N.º 8377/57, declarando la nulidad de los dos decretos de 1936 y declarando la vigencia de las concesiones tal como habían sido establecidas en 1907 para la CADE y el 1912 para la CIAE. Debido a que la concesión de la CADE vencía ese el 31 de diciembre de ese año, el decreto dispuso la intervención de la CADE a fin de garantizar la entrega de sus bienes a la Municipalidad de Buenos Aires.

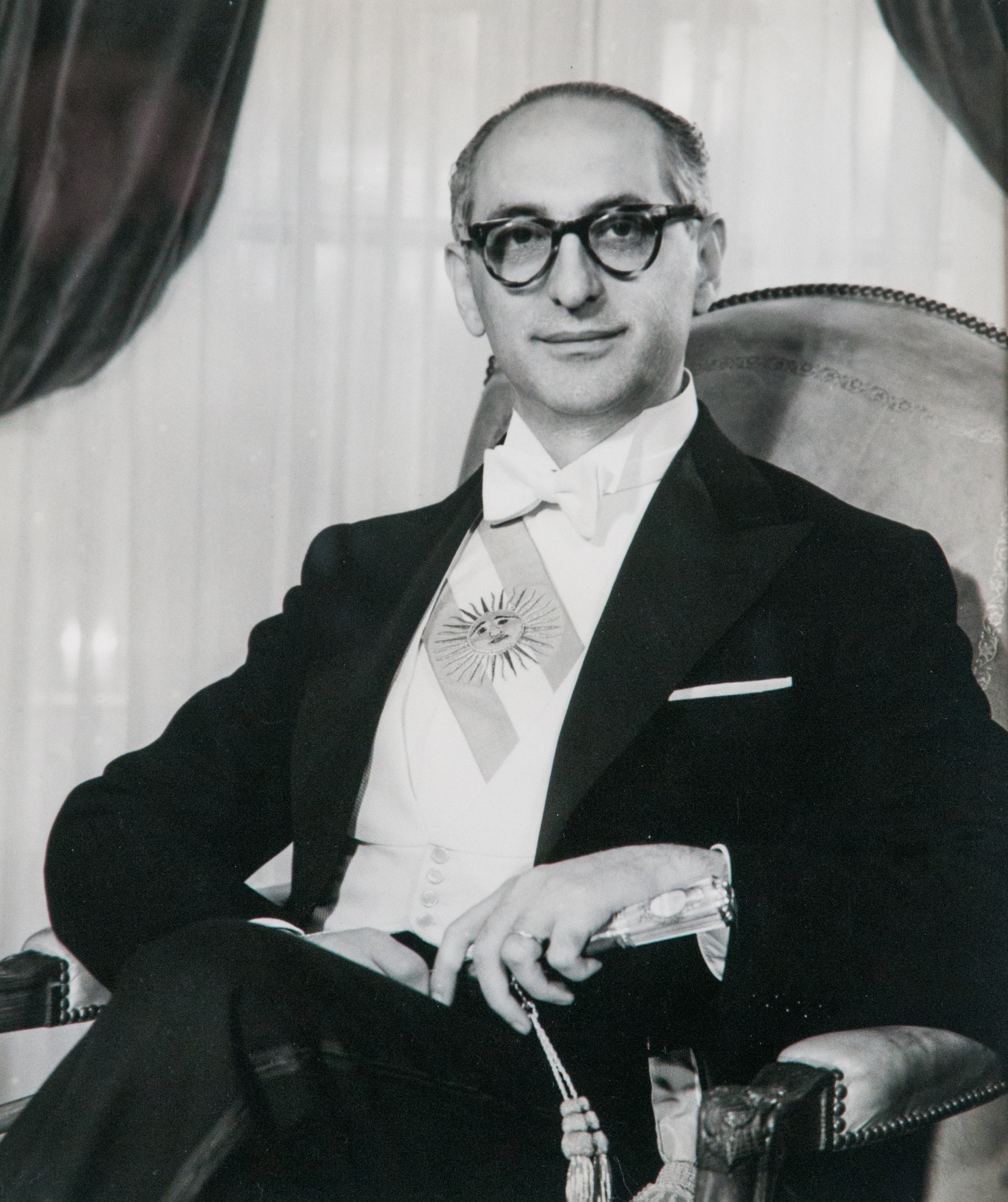
Contra sus promesas de campaña, Arturo Frondizi realizó en 1958 un acuerdo que dejó definitivamente sin efecto el Informe Rodríguez Conde de 1944, creando Segba, reconociéndole a la CADE tuvo el 72% del capital. En 1961 prorrogó la concesión de la CIAE sin límite de tiempo, con garantía de compra por el Estado.

La CADE y la CIAE iniciaron entonces una campaña internacional contra la decisión de la dictadura y cuestionaron judicialmente el decreto de nulidad de las concesiones y solicitó una medida de no innovar. El 13 de octubre de 1957 la dictadura dictó un nuevo decreto, aceptando la medida de no innovar solicitada por la CADE y la CIAE, habilitando a la justicia a intervenir de inmediato. Debido al acuerdo entre las empresas y la dictadura, el juez interviniente dictó entonces la medida de no innovar, pero con la aclaración de que la misma no impedía al Estado ejercer su derecho de expropiar las empresas si así lo decidía. Al llegar el 31 de diciembre de 1957, fecha de finalización de la concesión de la CADE iniciada en 1907, nada sucedió.

## Frondizi: compra de las acciones de la CADE y prórroga de la concesión de la Ítalo
Pocos meses después asumió la presidencia Arturo Frondizi, candidato de la Unión Cívica Radical Intransigente (UCRI) que se definía a sí misma como "anticadista". Del Río da cuenta de los datos históricos que señalan que Frondizi tenía un arreglo con las empresas eléctricas antes de ser elegido. A poco de asumir Frondizi envió al Congreso un proyecto aprobando un acuerdo del Estado con la CADE, elaborado por la empresa madre Sofina, que fue aprobado como Ley N.º 14.772. La Ley dispuso crear una nueva empresa llamada Segba (Servicios Eléctricos del Gran Buenos Aires), integrada por la CADE y el Estado, que aportó nuevamente a la empresa el capital formalmente recibido, quedando liberados los accionistas privados de realizar inversiones, y reconociéndole a la CADE el 72% del capital y al Estado nacional el restante 28%. Respecto de las tarifas el acuerdo estableció que las mismas debían garantizar una ganancia no inferior al 8% anual. Tres años después la operación se completó cuando el propio Frondizi ordenó que el Estado le comprara todas las acciones a la CADE, retirándose de este modo de la concesión con un enorme beneficio que en los hechos dejaba sin cumplir la "cláusula de reversión" de 1907.
En 1962 venció el plazo de 50 años de la concesión original de la Ítalo (CIAE). Nuevamente Frondizi impidió que se cumplieran condiciones de la concesión, que establecía que los bienes debían pasar a la Municipalidad de Buenos Aires, dictando el Decreto N.º 5571/61 que dispuso autorizar a la empresa para seguir a cargo del servicio, sin límite de tiempo, otorgándole también el derecho de vender los activos al Estado en cualquier momento. El decreto fue firmado también por los ministros Roberto Alemann (que en 1979 estaría involucrado en la venta al Estado argentino de la Ítalo) y Jorge Wehbe. Alemann integró el directorio de Motor Columbus, grupo suizo propietario de la Ítalo y representante en la Argentina de la Unión de Bancos Suizos. En el directorio de la empresa se encontraba en ese momento José Alfredo Martínez de Hoz, quien en 1976-1979 dirigiría las operaciones de la escandalosa estatización de la Ítalo.
La CIAE (Motor Columbus) integró a partir de 1965 el Grupo Soldati, junto a Sociedad Comercial del Plata, varias compañías eléctricas ubicadas en el interior del país, la Cía Industrial Sud Americana y la petrolera Cía General de Combustibles (CGC). Esta última, creada con el único objetivo de abastecerse con fuel-oil barato que producía YPF. El argentino-suizo Francisco Soldati (padre) presidía la CIAE, la CGC y Comercial del Plata y había sido director de Motor Columbus. Su hijo homónimo sería director del Banco Central, y también de Comercial del Plata y CGC. Mantenía además estrecha relación política y comercial Roberto T. Alemann, director de Motor Columbus y CGC, representante en la Argentina de la Unión de Bancos Suizos y accionista de la CIAE y de Motor Columbus. Por su parte, el embajador suizo en Argentina era director de Motor Columbus. Parte del paquete de Motor Columbus pertenecía a la británica Brown Boveri y Walter Boveri era director de la CGC.

## Segba (empresa del Estado)
Segba como empresa estatal, convivió con la empresa suiza Ítalo, entre 1961 y 1979. En 1962, el dictador civil José María Guido nombró como ministro de Economía a Federico Pinedo (hijo) que aumentó las tarifas de servicios públicos, beneficiando a la Chade. Pinedo había sido previamente abogado y representante de la Chade durante la Década Infame, quien implantó un «shock económico» e hizo aumentar la cotización del dólar de 83 a 138 pesos.
A pesar de las altas tarifas impuestas por Federico Pinedo, los cortes eran frecuentes, lo que sirvió para ocultar las deficiencias de la CIAE, que tenían grandes problemas para prestar el servicio ante el deterioro de los equipos. Aunque esta situación era causal de rescisión inmediata, cualquier indemnización era un excelente negocio para la empresa como pésimo para el Estado ya que la mayor parte de los activos estaban amortizados. Las promesas de inversión de 1961 recién se concretaron en 1967 (dictadura de Onganía) cuando el Estado aceptó avalar la compra de equipos Brown Boveri (del mismo grupo Motor Columbus) pagados mediante créditos del Banco Industrial.

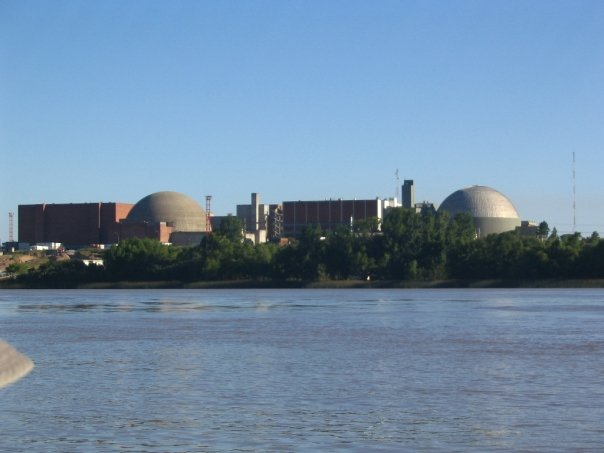
Vista de la central nuclear Atucha I (Zárate). Su construcción se inició en 1968 y finalizó en 1974. Fue la primera central nuclear de Latinoamérica.

En 1967, y por Ley N.º 17.574, se crea la Empresa Hidroeléctrica Norpatagónica Sociedad Anónima (HIDRONOR) para la construcción y explotación en la zona del Comahue, de las Centrales El Chocón, Planicie Banderita y la Red de Interconexión de 500 MW con el Gran Buenos Aires.[cita requerida] En 1968 la CNEA encara la construcción de la Central Nuclear Atucha I, y se realizan los estudios del SIAU (sistema de interconexión argentino-uruguayo)
En 1973 SEGBA inicia un período denominado de la "Autogestión". Durante la presidencia de Héctor José Cámpora se designó como presidente de SEGBA a Juan José Taccone. Durante este período se logra ejecutar el 80 % de los planes de obras previstos y se consiguen entregas récord de energía eléctrica a la red y reducción de los cortes de suministro. Esta gestión es caracterizada por la entrada en funcionamiento de varias centrales de generación. Así, la CNEA finaliza la construcción de la Central Nuclear Atucha I, que fue conectada al Sistema Eléctrico Nacional el 19 de marzo de 1974 por el presidente Juan Domingo Perón, convirtiéndose en la primera central nuclear de América Latina; al tiempo que comienza, durante la misma presidencia la construcción de Atucha II y de la Central Nuclear Embalse en Córdoba, la más grande de Latinoamérica.

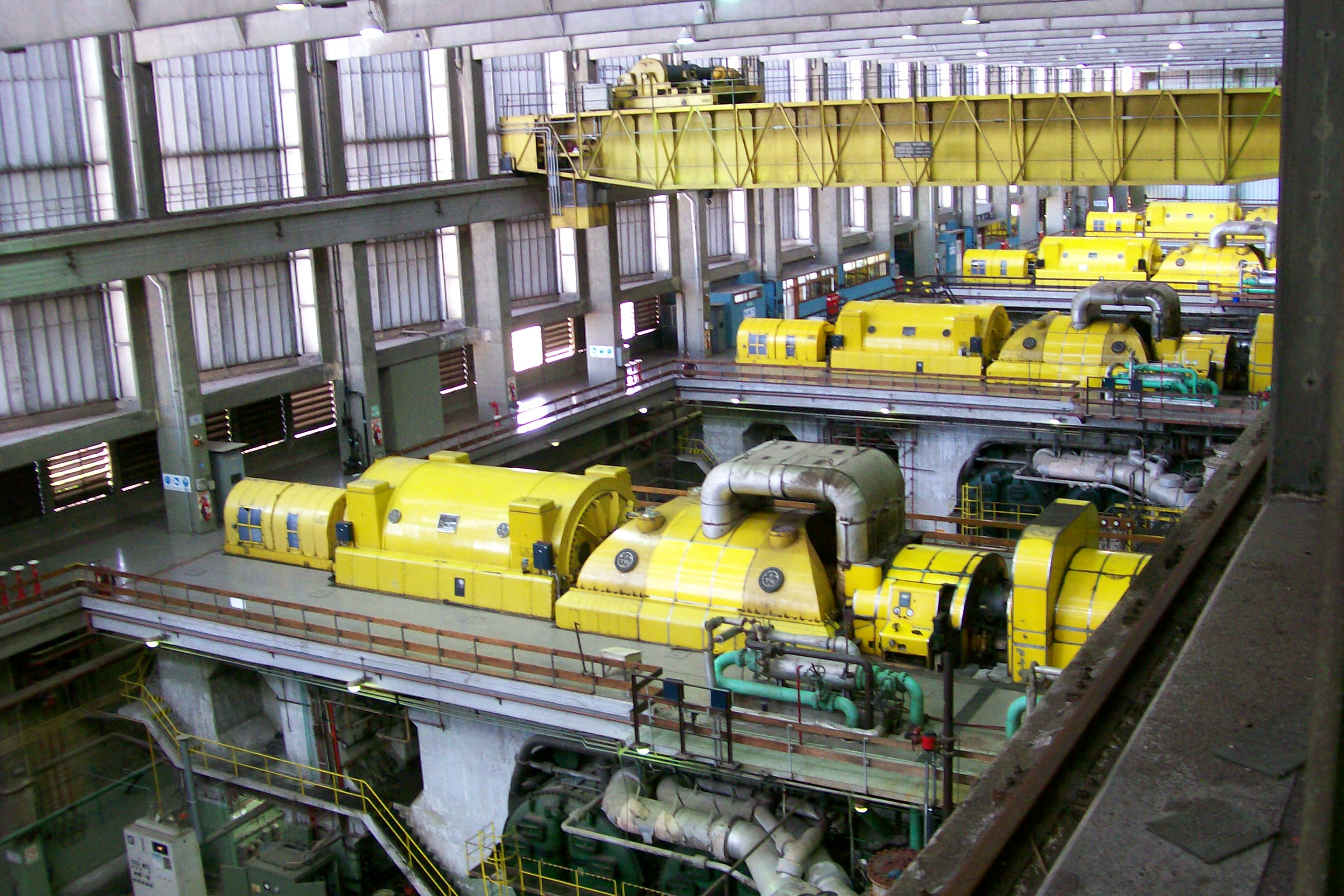
Vista de las turbinas BTH de Central Costanera S. A., en la ciudad de Buenos Aires.

En 1973, durante la presidencia de Juan Domingo Perón la entidad Binacional Mixta de Salto Grande comienza la construcción de la central binacional y su finalización parcial permite la interconexión entre Argentina y Uruguay. En la zona del Comahue se habilitan las centrales Planicie Banderita y El Chocón, e Hidronor comienza la construcción de la Central Alicurá. Por Decreto N.º 8562/72 se crea el Despacho Unificado de Cargas (DUC) con la misión de operar y supervisar el Sistema Interconectado Nacional. Por su parte, luego de 60 años de servicio los turbo-grupos a vapor instalados en la Central Dock Sud fueron reemplazados por turbinas de gas que por su facilidad de arranque, eran habitualmente destinadas a absorber la carga que se presentaba en las horas del día de mayor demanda.
Bajo la gestión estatal de la electricidad, se lograría en las décadas de 1970 y 1980, un aumento considerable de la proporción de la energía hidroeléctrica y atómica, con la finalización de la Represa Salto Grande, la Central Nuclear Embalse, Alicurá y las primeras turbinas del Chocón, que llegó al 36 % en 1980 y al 41 % en 1990.

## Martínez de Perón: nulidad del decreto de Frondizi
Durante el tercer peronismo (1973 y 1976), se creó una Comisión para investigar las irregularidades cometidas en torno a la Ítalo, que debió haber finalizado su concesión en 1962, integrada entre otros por Guido di Tella y Alieto Guadagni. El Congreso estableció un novedoso régimen de autogestión (gestión por los propios trabajadores) para Segba.
El 30 de diciembre de 1975 el procurador Edgar Sa dictaminó que la concesión que mantenía la empresa era inconstitucional, que el Estado debía utilizar su derecho de reversión y cuestionar el revalúo fraudulento. El dictamen señala también la conducta corrupta de la empresa, la influencia mediática destinada a engañar a los usuarios y la campaña que llevó adelante contra las cooperativas eléctricas. En 1975 una comisión especial fijó el valor de la empresa en 35 millones de dólares.
Por su parte el Sindicato de Luz y Fuerza liderado por Oscar Smith, denunció la ilegalidad en que operaba la Ítalo y exigió que se declarara caduca la concesión otorgada en 1912 y se anulara la prórroga otorgada por Frondizi, en los términos del Informe Rodríguez Conde. Finalmente en febrero de 1976, la presidenta constitucional María Estela Martínez de Perón dictó el Decreto N.º 648/76, anulando la concesión otorgada por Frondizi en 1961, e interviniendo la empresa.
La anulación de la concesión de la Ítalo, siguiendo la línea del Informe Rodríguez Conde de 1944, generó una fuerte reacción del sector empresarial y el gobierno suizo. Julio González, secretario de la presidenta María Estela Martínez de Perón, relata el siguiente hecho sucedido un día antes del golpe de Estado que derrocó al gobierno constitucional:

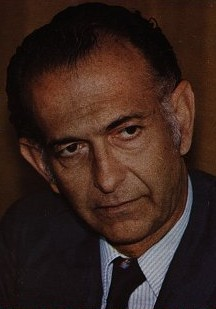
El ministro de la economía de la última dictadura, José Alfredo Martínez de Hoz, había sido director de la Ítalo. A pesar de ser un férreo opositor al Estado empresario participó en la operación de la estatización de La Ítalo, que desencadenó un nuevo escándalo y la desaparición de Juan Carlos Casariego, uno de sus funcionarios.

El día anterior al golpe presentó credenciales el nuevo embajador de Suiza, Williams Frei, quien "apartándose de todo el protocolo" le pidió a la presidente que "nacionalizase la Compañía Italo Argentina de Electricidad". "La Presidente replicó —continúa González— que esa empresa sería tratada conforme a las leyes vigentes, que disponían que la Italo, al vencer su concesión, debía ser transferida sin cargo a la Ciudad de Buenos Aires y que, en consecuencia, no correspondía pagar ninguna expropiación".

## Dictadura de 1976: estatización de la Ítalo
El 24 de marzo de 1976 el gobierno constitucional presidido por Martínez de Perón, fue derrocado por la dictadura autodenominada Proceso de Reorganización Nacional, cuyo ministro de Economía José Alfredo Martínez de Hoz, era presidente de la CIAE. Bajo la gestión de Martínez de Hoz, el decreto de la presidenta Martínez de Perón fue derogado y la empresa fue vendida al Estado en 1979, por un monto de 394,5 millones de dólares, sin considerar que sus bienes eran obsoletos y que había sido tasada cuatro años antes en 35 millones. La compra de la Ítalo en 1979 se convirtió en un nuevo escándalo, cuestionado incluso por funcionarios de la dictadura.
Argentina pagó con bonos en francos suizos, emitidos de la Unión de Bancos Suizos, cuyo representante era Roberto Alemann, hermano del secretario de Hacienda de la dictadura y firmante, cuando era ministro de Frondizi, del Decreto N.º 5571/61 que autorizó a la Ítalo seguir a cargo del servicio, sin límite de tiempo.
Algunos de los empresarios y funcionarios involucrados en la operación fueron Francisco A. Soldati (presidente de CIAE), Horacio Beccar Varela (director de la Sociedad Comercial del Plata, vicepresidente y luego presidente de CIAE), César A. Bunge (director de CIAE), Alejandro Roberto Caride (negociador único con la CIAE), contralmirante Francisco Norberto Castro (director de CIAE), Luis María Gotelli (asesor del gobierno argentino en la venta de la CIAE), Jorge Maffía (miembro de la comisión negociadora), Fernando Terrera (miembro de la comisión negociadora), Sadi Conrado Massüe (fiscal de investigaciones administrativas que emitió dictamen favorable), Luis María de Pablo Pardo (embajador en Suiza), Williams Frei (embajador suizo en Argentina y accionista).
Durante las oscuras operaciones que terminaron en la estatización de la Ítalo fue secuestrado-desaparecido por un "grupo de tareas" de la dictadura Juan Carlos Casariego, un alto funcionario del Ministerio de Economía, que se oponía a la calificación de la CIAE como "empresa extranjera", de la cual dependía si el pago debía realizarse en dólares o en pesos. Casariego desapareció el 15 de junio de 1977, cuando iba hacia una reunión con el exsecretario de Planificación Económica Guillermo Walter Klein. Luego del secuestro, ni Martínez de Hoz, ni Klein, aceptaron nunca recibir a la familia, ni interceder. Según su propia hija, Casariego consideraba que la compra de la Ítalo, realizada por 394,5 millones de dólares, fue un enorme fraude, porque los bienes de la empresa eran obsoletos y estaban amortizados:

Mi padre estaba muy amargado en los últimos meses y había comentado en mi casa que los bienes de la Italo no valían más de 8 millones de dólares y que se estaba por cometer un fraude.
María Casariego

Las maniobras para la estatización de la Ítalo incluyó también la estatización de su deuda con Segba, que ascendía a 1.480 millones de dólares. Segba solo recibió 330 millones de lo que le debía la Ítalo.

### Crímenes de lesa humanidad
El 11 de febrero de 1977 grupos de tarea de la dictadura secuestró al secretario general del sindicato eléctrico (Luz y Fuerza), Oscar Smith, debido a la defensa que el sindicato hizo del convenio colectivo de trabajo del sector. Por la misma época otros 12 delegados de Luz y Fuerza fueron secuestrados y nunca aparecieron. La Municipalidad del Partido de Avellaneda dispuso que lleve el nombre de Oscar Smith la esquina de Pasaje Garbulia y Chascomús, en Villa Domínico. La Central Térmica de General Madariaga lleva el nombre del sindicalista. También lleva su nombre la Escuela secundaria técnica con orientación industrial n.º 3 de Puerto Deseado, provincia de Santa Cruz y la sede de Villa Unión (provincia de La Rioja) del Sindicato de Luz y Fuerza de La Rioja.
En diciembre de 2012, el represor Héctor Pedro Vergez fue condenado por el secuestro y desaparición de Juan Carlos Casariego de Bel. Otras causas sospechaban la posibilidad que en su desaparición hubieran estado involucrados Martínez de Hoz y Guillermo Walter Klein.

## Informe de la Comisión parlamentaria de la Ítalo de 1985

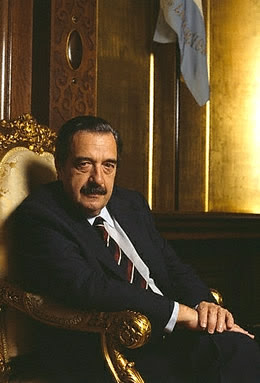
Durante el gobierno de Raúl Alfonsín se investigó la corrupción en el caso de la estatización de la Ítalo y se produjo una gran crisis energética por obsolescencia de los equipos y cables en 1988/1989.

Una vez recuperada la democracia en 1983, el Congreso de la Nación creó una comisión para investigar los delitos cometidos en la venta al Estado argentino de la Ítalo. El proyecto de creación de la Comisión había sido del diputado peronista cordobés Julio César Aráoz, que fue designado vicepresidente de la misma, mientras que el presidente fue el radical Guillermo Tello Rosas. También integraba la Comisión el diputado peronista Héctor Basualdo, del sindicato de Luz y Fuerza. Durante el curso de su investigación la Comisión allanó el estudio jurídico de Guillermo Walter Klein, segundo de Martínez de Hoz durante la dictadura y titular de un estudio jurídico que se había convertido en uno de los más importantes del país luego de su gestión. El allanamiento descubrió gran cantidad de información incriminatoria y generó un conflicto entre el Poder Legislativo y el Poder Judicial, sobre las facultades de aquel para ordenar allanamientos. Las investigaciones de la Comisión sacaron a la luz la relación entre las violaciones de derechos humanos y el poder económico. El vicepresidente de la Comisión, diputado Aráoz, declaró en esa oportunidad que:

Existe un correlato directo entre las violaciones de derechos humanos y los ilícitos cometidos por los sectores encaramados del poder.
Julio César Aráoz

La conclusiones de la Comisión fueron presentadas en un informe de 1985, que el gobierno de Alfonsín no publicó. Con los hallazgos y pruebas recolectadas, la Comisión realizó una denuncia penal contra los dictadores Jorge Rafael Videla, Emilio Massera y Orlando Agosti y el juez de la Corte Suprema Alejandro Caride, por fraude al Estado. El Poder Judicial recibió las actuaciones y no condenó a nadie, por los delitos allí establecidos.

## Crisis energética de 1988/89
Sobre el final de la presidencia de Raúl Alfonsín, siendo Roberto Echarte secretario de Energía, la Argentina padeció una grave crisis energética que se declaró abiertamente a fines de 1988, pero que venía anticipándose desde abril. La crisis a su vez llevaría a una nueva privatización del sistema eléctrico.
La crisis energética estuvo directamente relacionada con los desmanejos, la ineficiencia y los delitos cometidos por las empresas privadas durante casi un siglo de concesiones escandalosas. Un estudio técnico de SEGBA, realizado durante el gobierno radical, estableció que la mayor parte de los equipos que habían pertenecido a la ex-CIAE estaban amortizados, o sea que habían superado ampliamente su vida útil: seccionadores instalados a principios de los años treinta, turbinas obsoletas y cables con cincuenta años de antigüedad que SEGBA se vería obligada a reemplazar con créditos del Banco Mundial y el BID. La Central Puerto Nuevo se convirtió en "un monumento al óxido y a la infamia". El Estado había pagado casi 400 millones de dólares por unos bienes que en poco tiempo se convertirían en chatarra, en tanto que el 80% de la deuda de la Ítalo con Segba no sería pagado. La situación se volvió insostenible y desembocó en la grave crisis de abastecimiento de 1988/1989, caracterizada por significativos cortes programados en todo el Sistema Interconectado Nacional por una magnitud superior a los 1.000.000 MWh/año.
La situación estructural de las viejas instalaciones de la CHADE y la CIAE se vio desbordada en el verano de 1988/1989, cuando las altas temperaturas y sequías redujeron el nivel de embalses y ríos, reduciendo el aporte al sistema de las usinas hidroeléctricas. A fines de diciembre la situación empeoró aún más cuando quedaron fuera de servicio dos bombas de la central de Embalse Río III, debió salir de servicio de la central nuclear de Atucha y un incendio en La Pampa afectó la línea que transportaba energía desde El Chocón.
Para enfrentar la crisis, el gobierno ideó un plan de reducción del uso de energía eléctrica y cortes rotativos en la región metropolitana. Las medidas restrictivas comenzaron el 1 de diciembre, con la decisión del gobierno de adelantar la hora oficial para aprovechar la luz de día. El gobierno dispuso también que los canales de televisión limitaran las emisiones diarias a solo cuatro horas. Se prohibieron los espectáculos y eventos deportivos nocturnos y la iluminación de vidrieras y marquesinas. Aun así las medidas no alcanzaron y en muchas ocasiones los cortes superaron las seis horas diarias. En enero de 1989 se iniciaron los cortes rotativos. Al principio fueron cinco horas diarias, pero a partir de febrero de 1989 la crisis se había agravado y los cortes se extendieron a seis horas.
El 7 de enero de 1989 el secretario Echarte declaró a la prensa que el problema se debía en parte al derroche de energía de la población de Buenos Aires, criticando por ilógico que el nivel de consumo de Buenos Aires se acercara "al nivel de los países desarrollados".

## La reprivatización de los '90

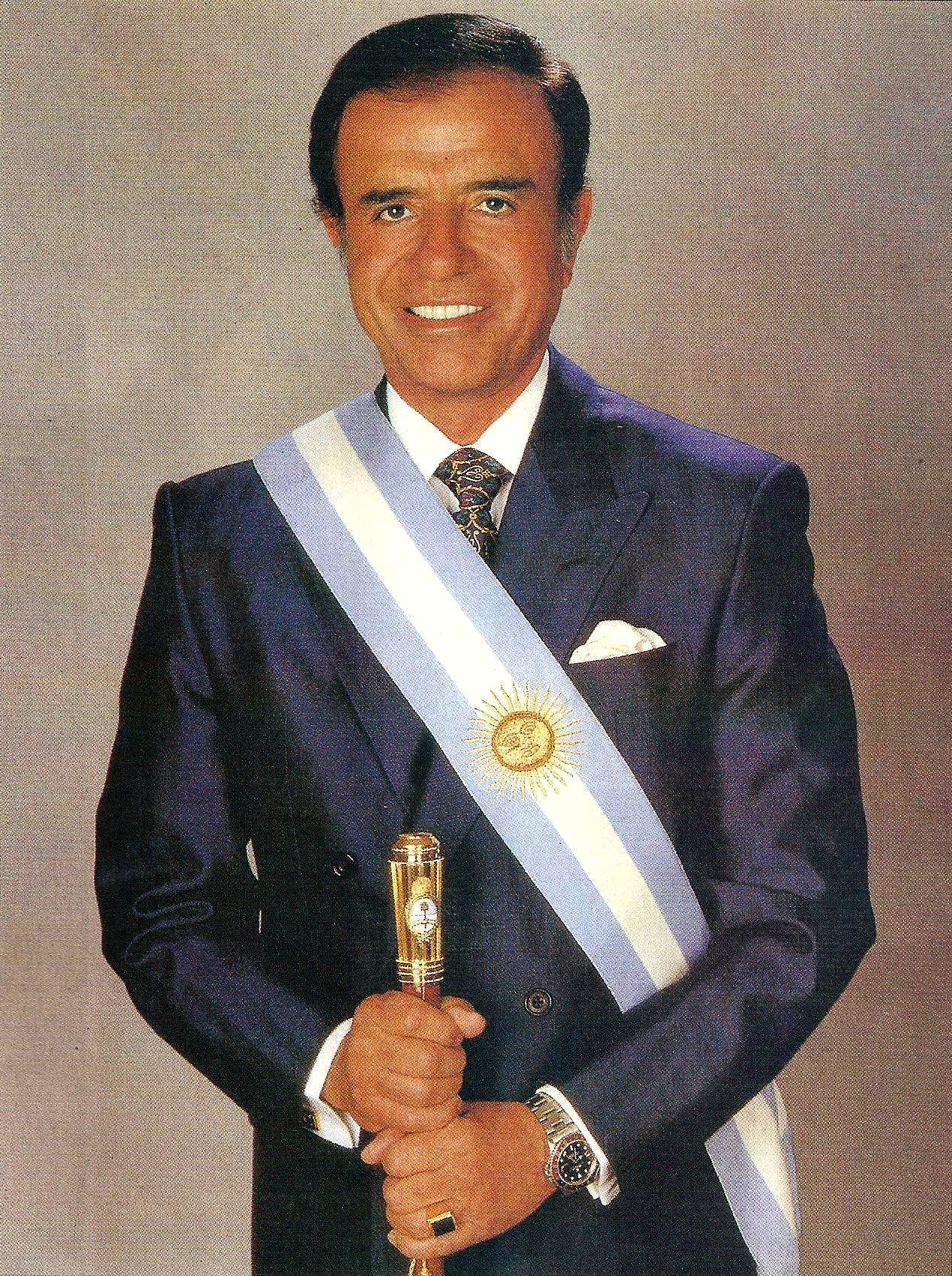
El presidente Carlos Menem, como parte de su amplio plan de privatizaciones, vendió los activos de Segba y estableció tres monopolios encargados de la distribución eléctrica en el Gran Buenos Aires: Edenor, Edesur y Edelap.

En julio de 1989 el peronista Carlos Menem asumió la presidencia anticipadamente, debido a la renuncia de Raúl Alfonsín, acuciado por una crisis hiperinflacionaria sin precedentes, enmarcada por una deuda externa impagable, acumulada por la última dictadura militar.
Al momento de asumir Menem, el mundo atravesaba un momento de cambio estructural: la caída del Muro de Berlín marcaba que Estados Unidos vencía a la Unión Soviética luego de medio siglo de Guerra Fría y pasaba a convertirse en superpotencia única, iniciando un proceso conocido como globalización. Dentro de ese proceso, ese mismo año, los organismos del crédito internacionales con sede en Washington, principalmente el Fondo Monetario Internacional y el Banco Mundial, redactaban los diez puntos del Consenso de Washington, recomendados como base de gobierno. Dos de esos puntos recomendaban privatizar las empresas estatales (punto 8) y abolir las regulaciones 
(punto 9).
Menem decidió alinearse disciplinadamente detrás del liderazgo mundial que Estados Unidos acababa de asumir y adoptó la mayoría de los puntos del Consenso de Washington, privatizando la mayor parte de las empresas estatales, entre ellas Segba y gran parte del sistema eléctrico nacional. Las privatizaciones tenían también como objetivo pagar los intereses de la deuda externa con la recaudación, e incluyeron un mecanismo denominado "capitalización de la deuda externa", por el cual se podían comprar empresas estatales entregando títulos de la deuda externa a valor nominal, aunque en el mercado su precio no superaba el 15-20% del valor nominal. Con este mecanismo fue posible comprar empresas estatales por apenas un 15-20% de su valor de mercado.Con el masivo  apagón por falta de inversiones en las redes eléctricas tras casi 8 años de tarifas dolarizadas de 11 días en febrero de 1999, lo que provocó que hubiesen usuarios sin suministro durante casi 11 días en pleno verano, siendo el apagón más largo de la historia eléctrica argentina entre el 15-26 de febrero de 1999. Los apagones afectaron seriamente la imagen de la empresa, desencadenando sanciones, protestas masivas y cortes de calles por parte de los usuarios afectados.
En 2001 la AGN denunció la maniobra de privatización argumentando que las acciones habían sido cedidas a un tercio de su valor original.
En el caso de Segba, sus activos serían vendidos en 1294 millones dólares, pero el Estado argentino absorbió sus deudas por un total de 1480 millones de dólares, razón por la cual perdió más dinero que si hubiera quebrado y sus bienes liquidados. Las empresas privadas recibieron por su parte, activos que no tenían ningún pasivo, en la esperanza de que ello desencadenara un amplio proceso de inversiones, proceso que también estimulaba la virtual dolarización de las tarifas que produjo la convertibilidad del peso y el dólar.
Entre agosto y septiembre de 1989 se promulgaron las leyes N.º 23.696 de Reforma del Estado y la N.º 23.697 de Emergencia Económica, que sirvieron de base para la Promulgación de la Ley N.º 24.065 que constituyó el punto de inflexión. Luego de las privatizaciones, el ente residual SEGBA S. A. persistió hasta 1998.
El sector eléctrico fue dividido en tres segmentos: generación, transmisión y distribución. Tanto la actividad transportista como la de distribución, pasaron a ser monopolios privados. la Asociación del Personal Superior de SEGBA atribuyó a las nuevas empresas concesionadas «falta de inversiones en materia de generación, expresando que en el período 1992-97 las inversiones en generación fueron de u$s 28 millones cuando en realidad deberían haber sido alrededor de u$s 2500 millones.
SEGBA fue disuelta y sus activos fueron vendidos a nueve empresas:
- Distribución: Edenor, Edesur y Edelap;
- Transmisión: Transener;
- Generación: Central Puerto SA, Central Costanera SA, Central Dock Sud SA, Central Dique SA y Central Pedro de Mendoza SA.[112]

La reprivatización del servicio eléctrico, esta vez total, recurrió como justificación a los apagones de la etapa final del gobierno de Alfonsín, afirmando que los mismos se acabarían con las empresas privadas. Sin embargo en 1999 comenzaron a producirse nuevamente apagones, ahora de una extensión tal que no registraban antecedentes en la historia argentina. En 2017 el especialista Héctor Polino daba a conocer que el promedio de cortes había llegado a 35 horas anuales por usuario, cuando la estatal Segba tenía un promedio de 8 horas, es decir cuatro veces menos. Polino informaba también que la oferta de las privatizadas era llegar a 10 horas de corte anual por usuario, un 20% peor que lo que Segba ya había alcanzado treinta años antes.
La privatización del servicio eléctrico no se limitó a Buenos Aires, sino que se extendió al resto del país y a todos las ramas de la industria de la electricidad, mediante la venta de varias unidades productivas de las empresas estatales Agua y Energía Eléctrica e Hidronor, manteniendo en el Estado las centrales hidroeléctricas en construcción y las centrales atómicas, construidas mediante grandes inversiones estatales. Al momento de ser privatizada Hidronor poseía 8 centrales hidráulicas (El Chocón, Planicie Banderitas, Arroyito, Alicurá, Piedra del Águila, Pichi Picún Leufú, Cerros Colorados) que generaban más del 40% de la electricidad del país.
El nuevo sistema se completó con dos organismos:
- el Ente Nacional Regulador de la Electricidad (ENRE), encargado de regular y controlar a las empresas privadas;
- la Compañía Administradora del Mercado Mayorista Eléctrico SA (Cammesa), empresa mixta con participación de las asociaciones empresarias, encargada de coordinar las acciones de todas las partes en que fue dividido el sistema, decidir quién vende, cuándo y a qué precio, importar combustibles y establecer subsidios.[116]

La privatización produjo una reducción drástica de trabajadores registrados con una baja de cerca de 16.000 trabajadores entre 1990 y 1991 y un aumento equivalente de trabajadores precarios y tercerizados, contratados mediante regímenes legales "flexibles". Pueblo de la Ciudad de Buenos Aires, Alicia Oliveira, a fin de respaldar sus presentaciones judiciales en contra de Edesur. El trabajo fue elaborado por Claudio Lozano Allí describe cómo la distribuidora eléctrica,  decidió reducir costos en sectores clave de mantenimiento–por caso, achicando su plantilla de 7500 a 2900 trabajadores–, con la  repercusión de haber puesto en riesgo la normal prestación del servicio. Con el masivo  apagón por falta de inversiones en las redes eléctricas tras casi 8 años de tarifas dolarizadas de 11 días en febrero de 1999, lo que provocó que hubiesen usuarios sin suministro durante casi 11 días en pleno verano, siendo el apagón más largo de la historia eléctrica argentina entre el 15-26 de febrero de 1999. Los apagones afectaron seriamente la imagen de las empresas privadas desencadenando sanciones, protestas masivas y cortes de calles por parte de los usuarios afectados.

## Edenor, Edesur y Edelap
El nuevo sistema eléctrico privatizado establecido por el presidente Carlos Menem fragmentó la prestación del servicio en Buenos Aires en una gran cantidad de empresas monopólicas, que hizo más difícil coordinar, controlar y establecer las responsabilidades de cada una. La población en general solo conoce la empresa que distribuye la electricidad a su hogar, industria o comercio, que según en el área que viva está a cargo de tres empresas privadas: Edenor, Edesur y Edelap.
Con respecto a la generación de la electricidad, durante los gobiernos kirchneristas (2003-2015) se estableció el Sistema Argentino de Interconexión (SADI), completado en 2013, razón por la cual desde esa fecha todo el país, incluyendo Buenos Aires, obtiene la electricidad de un sistema único de centrales interconectadas.
El transporte de la electricidad de las centrales a Buenos Aires se realiza mediante dos subsistemas, el Sistema de Transporte de Energía Eléctrica de Alta Tensión (STAT), monopolizado por la empresa privada Pampa Energía y el Sistema Troncal (ST), dividido en cinco troncos regionales, cada uno de ellos monopolizado por una empresa; el transporte troncal para Buenos Aires y AMBA, corresponde a la empresa Transba.
A fines de la década del '90 las empresas se enfrentaban graves dificultades económicas y financieras por causa del endeudamiento, pese a las altas tarifas establecidas en dólares. Esto derivó en una fuerte reducción de la capacidad de inversión y de mantenimiento y consecuentemente en el deterioro del desempeño técnico y la disminución de la calidad de los servicios.

### Edesur
El 1.º de septiembre de 1992 comenzó a operar EDESUR dentro del área de concesión. Esta fue la primera empresa generadora en ser privatizada a partir del 1.º de abril de 1992. Los apagones afectaron seriamente la imagen de la empresa, desencadenando sanciones, protestas masivas y cortes de calles por parte de los usuarios afectado.
El Poder Ejecutivo Nacional, mediante el decreto 1507/92, adjudicó el 51 % de las acciones a la oferta presentada por el Consorcio Distrilec Inversora S. A. (DISTRILEC), integrado por Pérez Companc, Chilectra, Enersis, Endesa de Chile, PSI y TAICO.
Desde 2002 hasta esta parte, se instalaron casi 4.500 kilómetros de Líneas de Extra Alta Tensión (LEAT) y alrededor de 5.000 km de Alta Tensión (AT) y Media Tensión (MT). Además, hasta 2003, la red argentina tenía un esquema en el que estaba separado en dos sistemas, el “nacional” (SADI) y el patagónico. Pero la Red cambió sustancialmente su diseño a partir de 2006. En primer lugar, el Sistema Patagónico se incorporó al SADI; luego, se construyó el Tercer Tramo: Línea Yacyretá-Buenos Aires, lo que permitió utilizar la mayor generación de Yacyretá; más tarde, se realizó la Interconexión NEA-NOA, con lo que se logró el cierre norte del SADI. Posteriormente, se sumó la construcción de la Interconexión Comahue-Cuyo. De acuerdo con los datos publicados por CAMMESA, Argentina varió la extensión de sus líneas, pasando de un total de 17.331 km en 1993, entre líneas de Extra Alta Tensión y líneas de Distribución Troncal, a los actuales 31.527 km, en septiembre de 2011. De este modo, el incremento fue de 14.196 kilómetros. No obstante, es importante destacar que el mayor crecimiento se dio en los últimos seis años, período en el que se agregaron casi 9.000 km de líneas.

### Edenor
Empresa Nacional de Electricidad S. A. (ENDESA) y J. P. Morgan International Capital Corporation, se organizó para presentarse como oferente para la venta de las acciones clase "A" de EDENOR S. A. El 10 de septiembre de 1992 se realizó la toma de posesión, iniciándose las operaciones de la Sociedad. EDENOR tenía por objetivo la prestación del servicio de distribución y comercialización de energía eléctrica dentro de la zona norte de la Capital Federal y los siguientes partidos de la Provincia de Buenos Aires: Escobar, San Fernando, San Isidro, San Martín, Tres de Febrero, Pilar, Moreno, Gral. Las Heras, Gral Sarmiento, Gral. Rodríguez, Morón, Marcos Paz y La Matanza.

### Edelap
Por su parte, la Empresa Distribuidora La Plata Sociedad Anónima (EDELAP S. A.), la ex unidad de negocios La Plata de SEGBA fue entregada en concesión al consorcio COINLE. La sociedad fue constituida por el Decreto N°1795 publicado el 6 de octubre de 1992 [cita requerida] y conforme al Contrato de Concesión del 3 de diciembre de 1992 la empresa sería titular de la concesión por un período de 95 años. Este período se dividía en uno inicial de 15 años, que finalizaba el 21 de diciembre de 2007, y ocho más de 10 años cada uno. [cita requerida] La concesión facultaba a la sociedad a operar como distribuidor exclusivo de energía eléctrica en seis partidos del sur bonaerense, prestando servicios a un área que rondaba los 5700 kilómetros cuadrados, donde vivían aproximadamente 710.000 habitantes. En el caso particular de la empresa SEGBA, el gobierno transfirió 330 millones a las empresas adjudicatarias y cobró 194 millones por la privatización, con lo que no llegó a cubrir con ese precio ni siquiera el valor de las deudas. Así se vendieron las centrales térmicas, las hidroeléctricas, y las líneas de alta y baja tensión.
La privatización de EDELAP S. A. incluía los activos del Centro Operativo Dique. Por tal razón, y en cumplimiento de lo dispuesto por el Decreto 1398/92 la Empresa Distribuidora La Plata Sociedad Anónima (EDELAP S. A.) de los activos y pasivos que formaron parte de la privatización. Como el interés del gobierno era asegurarse la presencia de inversores privados, se dejó en libertad a los oferentes para la fijación de precios. En muchos casos el valor base de la licitación no llegaba a cubrir el valor de los edificios y terrenos de la empresa.

### Sacme
De acuerdo al pliego, EDENOR S. A. y EDESUR S. A. constituyeron en partes iguales la sociedad SACME S. A., encargada del control de movimiento de energía provista a dichas distribuidoras. En 2014, la propiedad de las acciones de la empresa se encontraba a cargo de otras dos empresas, Distrilec, con un 56,35 por ciento, y Enersis con el 43,1%.

## 1999: el segundo mayor apagón de la historia
En el verano de 1999 el sector bajo la gestión de la empresa Edesur, propiedad del grupo chileno Enersis, sufrió un apagón que llegó a catorce días, que dejó sin electricidad a más de 600.000 personas. La mitad de la ciudad quedó a oscuras y en estado caótico durante dos semanas y el apagón causó varias muertes, lesiones y conatos de insurrección popular, con barricadas en las calles levantadas por los vecinos sin luz. Se trató del mayor apagón de la historia argentina.
La investigación estableció que el apagón se produjo por una acumulación de negligencias e incumplimientos técnicos por parte de Edesur en la prestación del servicio, y la empresa fue condenada a pagar a los usuarios domiciliarios 70 millones de dólares, más el costo de millares de juicios por daños y perjuicios.
El desastre fue aprovechado por el grupo español Endesa, dueño del 37% de las acciones de Edenor, para apropiarse del 65% de las acciones de Edesur mediante una maniobra indirecta de compra de acciones y monopolio, algo que estaba prohibido por los pliegos de privatización. Mediante esa maniobra, Endesa pasó a controlar el paquete mayoritario de las acciones de las centrales de generación térmica Costanera, Dock Sud y Termoeléctrica Buenos Aires, y a tener significativas minorías accionarias en la Central Hidroeléctrica El Chocón (Neuquén) y la transportista Yacylec de las provincias de Corrientes y Chaco.

## Crisis 2001
Para el año 2000, aún subsistían problemas, como la paralización de las inversiones en generación y desalentaba nuevas inversiones para el sector, provocando un futuro riesgo de desabastecimiento en el mediano plazo. Otros puntos a corregir estaban vinculados al atraso en las expansiones del sistema de transmisión y a la falta de proyectos de integración regional que también generaban incertidumbre en las decisiones de inversión. La familia Caputo incursionó definitivamente en el terreno energético a partir de ese momento. A través de SADESA es la segunda proveedora de energía eléctrica, y es socia mayoritaria de Edesur y Gas Cuyana.
Poco después, la crisis socioeconómica de 2001, desembocó en una abrupta devaluación del peso argentino y en el congelamiento de tarifas de servicios públicos, impactando negativamente en la rentabilidad de las empresas.
Una vez pasada la crisis y cuando ya se había alcanzado la estabilidad en el nivel de precios, el objetivo de la política económica del presidente Néstor Kirchner fue mantener intacta esta nueva estructura de precios relativos: dólar alto, tarifas, transporte y combustibles baratos. Su gobierno implementó una política salarial de actualización para recomponer el poder adquisitivo. Un instrumento clave de la política económica fue la implementación de un esquema de subsidios.

## Crisis energética de 2003/2007
Tras la crisis generalizada que causó el estallido de la convertibilidad en diciembre de 2001se produjo una brusca variación de la relación dólar-peso, la pesificación asimétrica dispuesta por el gobierno de Eduardo Duhalde y la pretensión de las empresas privadas de mantener las tarifas en dólares con apoyo del CIADI, produjo una crisis del sistema energético argentino, tal como había sido diseñado por las políticas privatizadoras del gobierno de Carlos Menem.

## Años 2003-2015

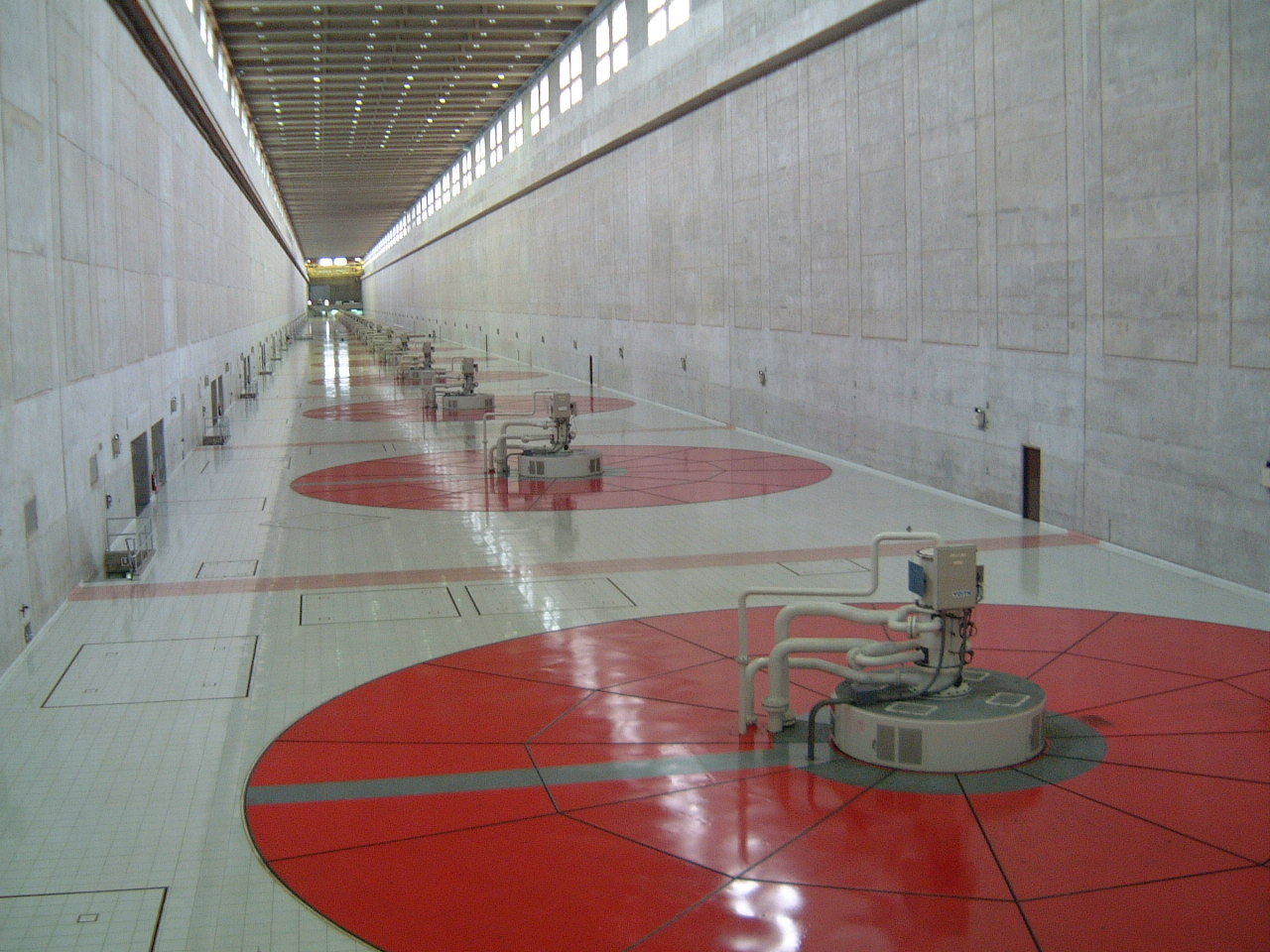
Sala de turbinas de la represa Yaciretá. Desde febrero de 2011 opera a su máxima capacidad de producción de energía permitida por el diseño original.

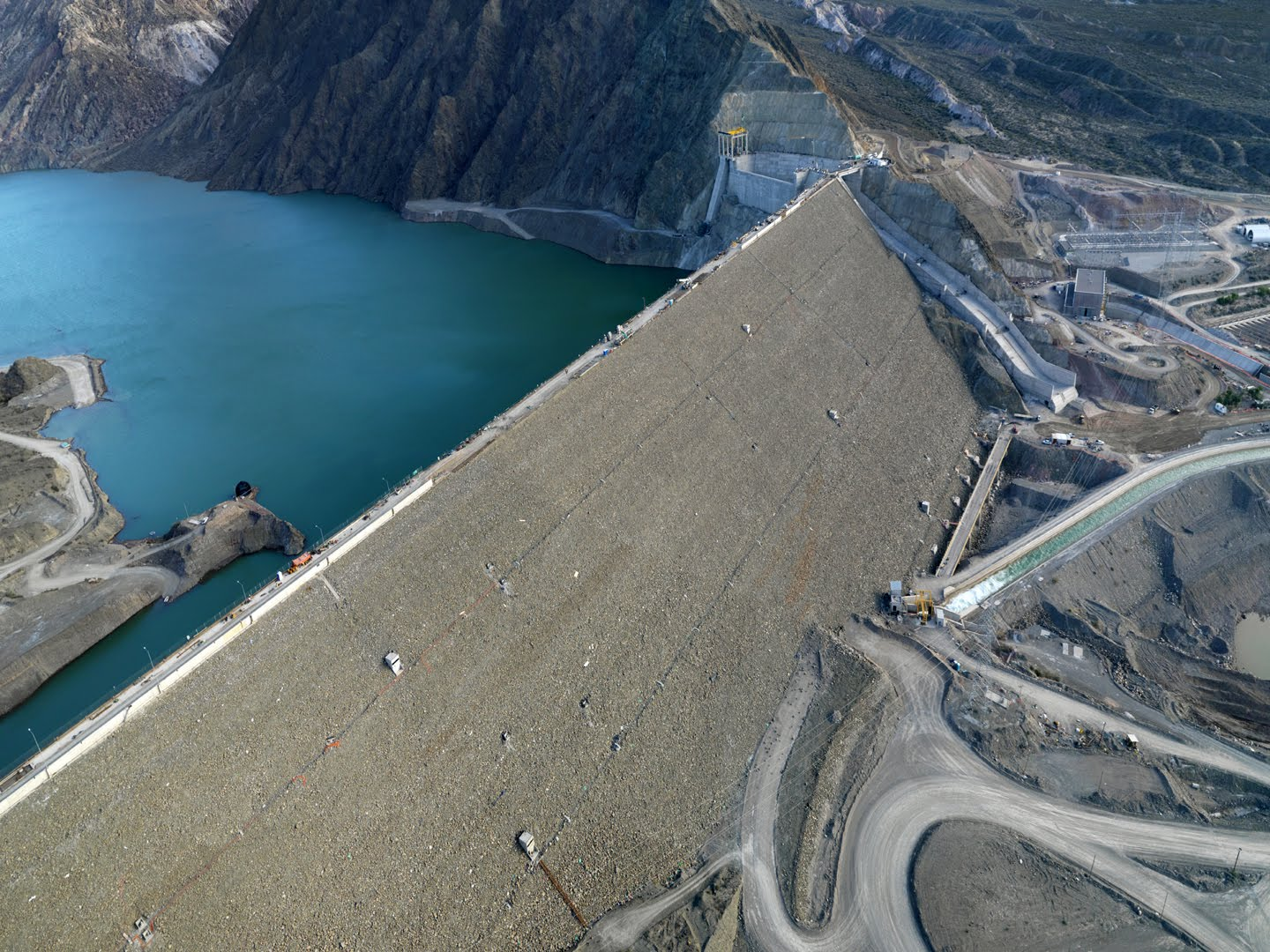
El Nihuil Construida entre 2010 - 2015

Tras varios años de una política macroeconómica fiscal, monetaria y cambiaria expansiva, el nivel de actividad se recuperó con fuerza, creció el empleo y se recompuso el salario real. Los subsidios se fueron convirtiendo en una herramienta central de la política económica, basada en el consumo como motor principal de la reactivación
El crecimiento de la economía, a partir de 2003, se triplicó el promedio anual de inversión (a valores constantes) en la distribución y transporte de energía, fundamentalmente con aportes del Estado.
A fines del 2011, tras la reelección de Cristina Fernández de Kirchner se inició un programa de "redireccionamiento de subsidios", poniendo énfasis en la eliminación de dicho beneficio para zonas catalogadas como de ingreso alto.
En la última década se pusieron en marchas obras, que son parte del plan estratégico llevado adelante por el Gobierno Nacional con el objeto de proveer de energía eléctrica al Sistema Argentino de Interconexión (SADI). La central con el ciclo combinado entregará 840 MW al Sistema Integrado Nacional, mediante dos turbinas a gas y una turbina a vapor, que pueden utilizar gas o diésel.
Asimismo se construyeron cinco centrales, la tercera línea Yacyretá-Buenos Aires ―que incluye 250 kilómetros del tramo a Mercedes―; la estación transformadora 500 a 132 kW Mercedes, y la línea 132 kW para anillar Curuzú Cuatiá y Montes Caseros, con una inversión total de 461 millones de dólares.
En 2011 en la ciudad de Río Cuarto se inaugura la ampliación de la Central Termoeléctrica Modesto Maranzana, con inversión de alrededor de 200 millones de pesos, compuesta por dos Turbogrupos en p de 35 MW, cada uno.
En 2012 se inauguró la central Guillermo Brown, que demandó una inversión de 550 millones de dólares para la compra, instalación y puesta en operación de dos turbinas a gas ya aportan 580 megavatios a la oferta existente en el Sistema Interconectado Nacional.
Las fuertes incorporaciones de potencia instalada (usinas nuevas y repotenciaciones), y las considerables inversiones en líneas de alta, media y baja tensión, concretadas en los últimos años (sobre todo desde 2006), fueron permitiendo cubrir los constantes crecimientos de la demanda.
La familia Caputo tiene el 23 por ciento de la Sociedad Argentina de Energía S.A. (Sadesa), la segunda generadora del país, con intereses también en el eslabón de la distribución eléctrica y gasífera. En generación, la firma posee acciones en Central Puerto, Hidroeléctrica Piedra del Águila, Central Térmica Mendoza y Central Térmica La Plata Cogeneración, mientras que en distribución tiene Edesur y Ecogas, Gas Cuyana y de Gas del Centro. A su vez, otra de las grandes empresas privadas es Pampa Energía, presidida en Argentina por Marcelo Mindlin, pero bajo la órbita del grupo Tavistock de John Lewis, que compró en febrero Petrobrás Argentina.
Edenor pertenece al grupo Pampa Energía, la eléctrica acapara a la mitad de los clientes de Capital Federal y el Gobierno nacional le autorizó subas del 500% en promedio. Durante los primeros 7 meses de 2016 descendió su inversión un 27% respecto al año pasado.

## Presidencia de Macri (2015-2019)
En enero de 2016 con la llegada de un nuevo gobierno los cargos fijos de la boleta subieron hasta el 378%, los cargos variables entre 143% y 900%. con subas de hasta 950% calificada como injusta y en contra del mercado y excusa demagógica por Alejandro Tagliavini, miembro del Consejo Asesor del Center on Global Prosperity. con subas menores en el aumento para la categoría de mayores consumo entre 1001 y 1200 kWh bimestrales, donde el aumento es menor a las otras. Un mes después el presidente transfirió acciones de una transportadora eléctrica a una empresa de su propia familia
de la transportadora de la energía que produce Yacyretá.
A agosto de 2016 en los balances presentados a la Bolsa de Comercio de Buenos Aires por Edesur y Edenor acumulan un rojo de $ 1342 millones entre enero y marzo del mismo año, en el mismo período del 2015 habían ganado $ 535 millones entre ambas.

### Apagón "inédito", el mayor de la historia
El 16 de junio de 2019 se produjo un colapso histórico de la red de transmisión eléctrica de alta tensión, que dejó sin luz a más de 45 millones de usuarios. También afectó a Uruguay, Brasil, Chile y Paraguay sumando un total de 50 millones de usuarios sin luz durante siete horas y más. La provincia de Tierra del Fuego no padeció el apagón debido a que no está conectada a la red nacional de electricidad. El presidente Macri lo calificó como un "caso inédito".
Siete horas después de producido el apagón, el gobierno, por medio del secretario de Energía Gustavo Lopetegui, dio una conferencia de prensa informando que, aunque desconocía cuál había sido la causa del apagón, había cero posibilidades de que se repitiera, y que recién en quince días estaría en condiciones de "saber qué ha sucedido".
El sistema de líneas de alta tensión para transportar la electricidad se encuentra privatizado desde la década de 1990 y es gestionado por la empresa Transener, controlada por Pampa Energía, cuyo CEO es Marcelo Mindlin, considerado "uno de los dueños de la energía de la Argentina", vinculado a su vez con los negocios privados del presidente Macri y su familia.